# St-Germain-de-Paris (Andrésy)

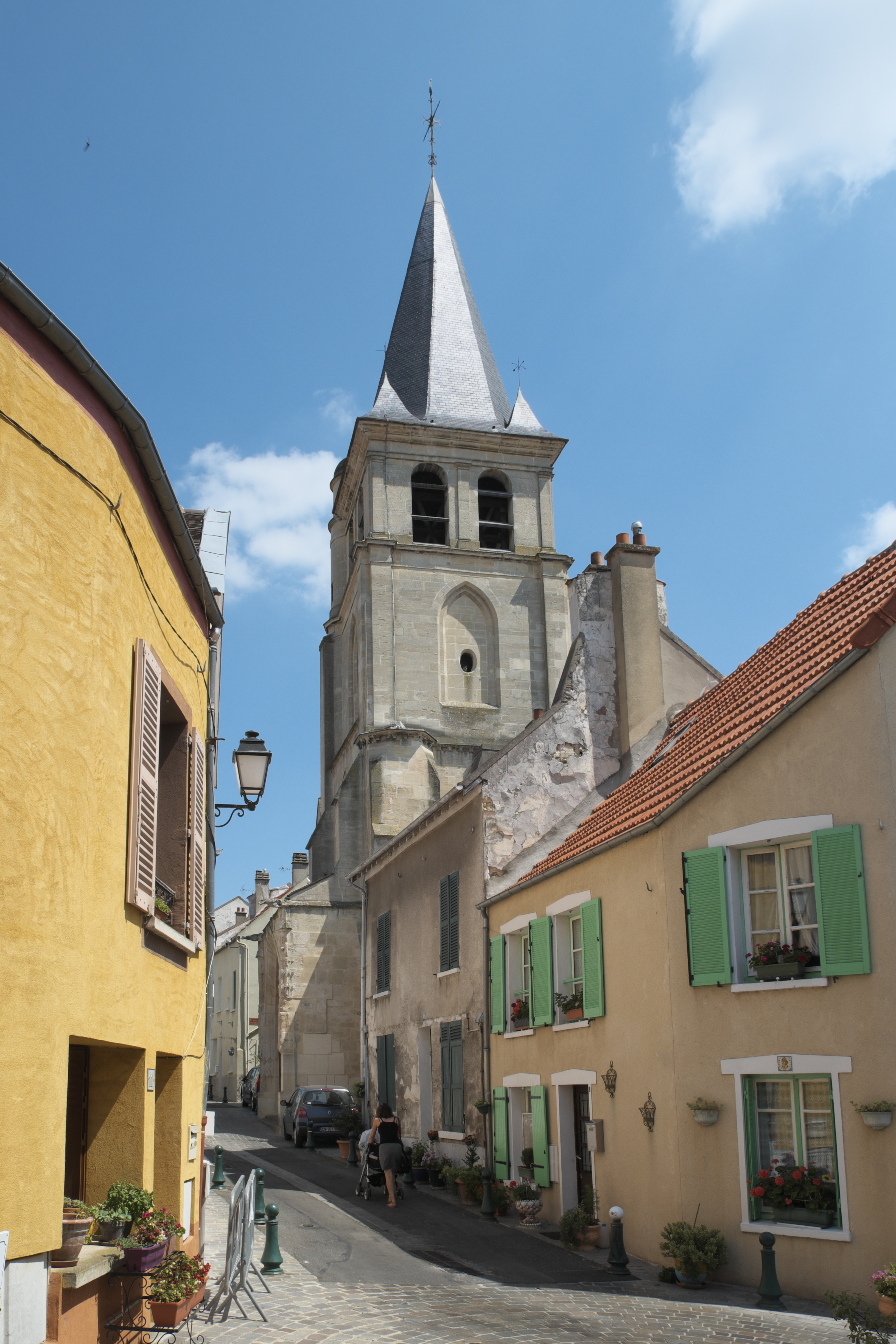
Pfarrkirche Saint-Germain-de-Paris

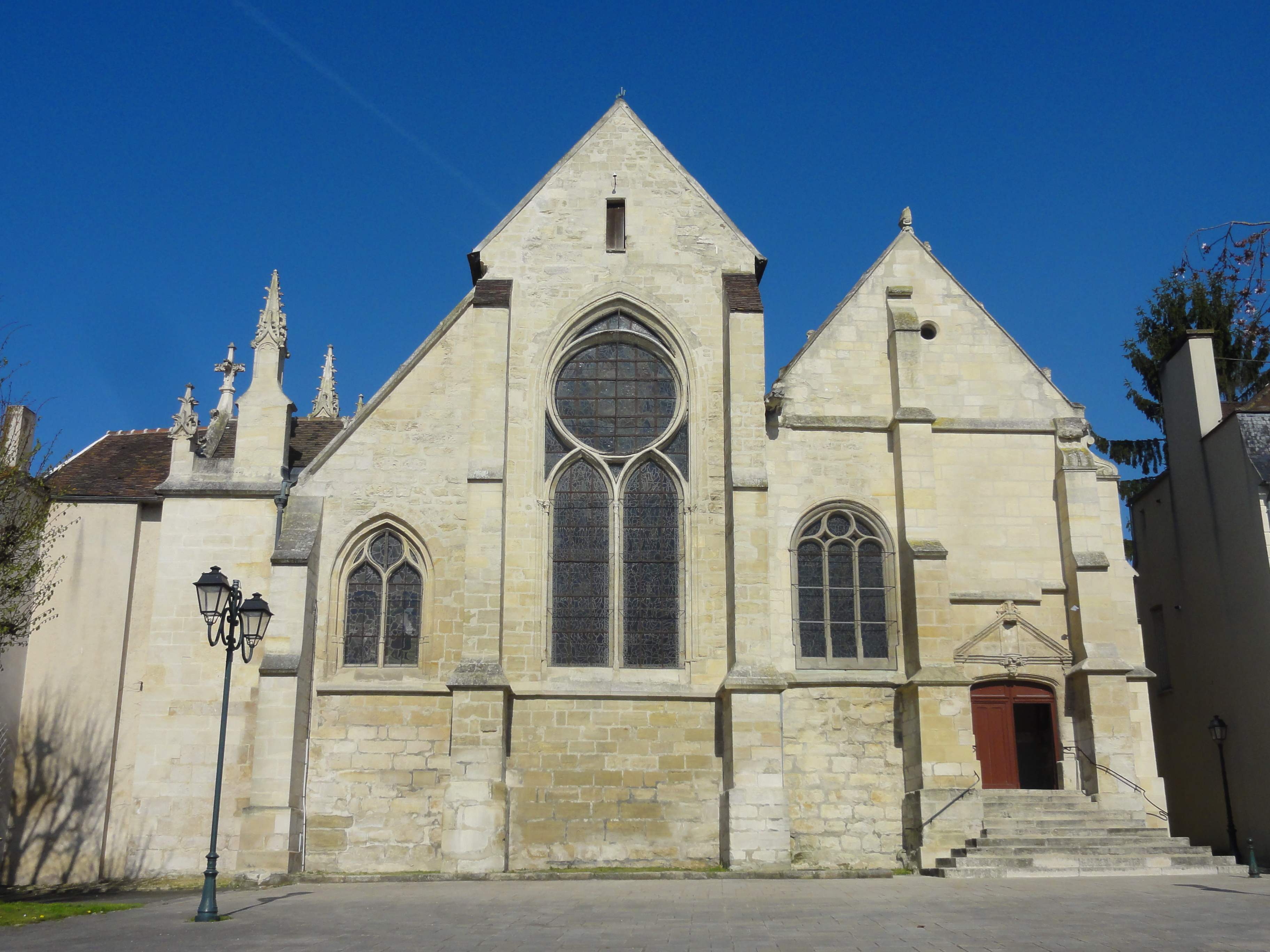
Chorhaupt

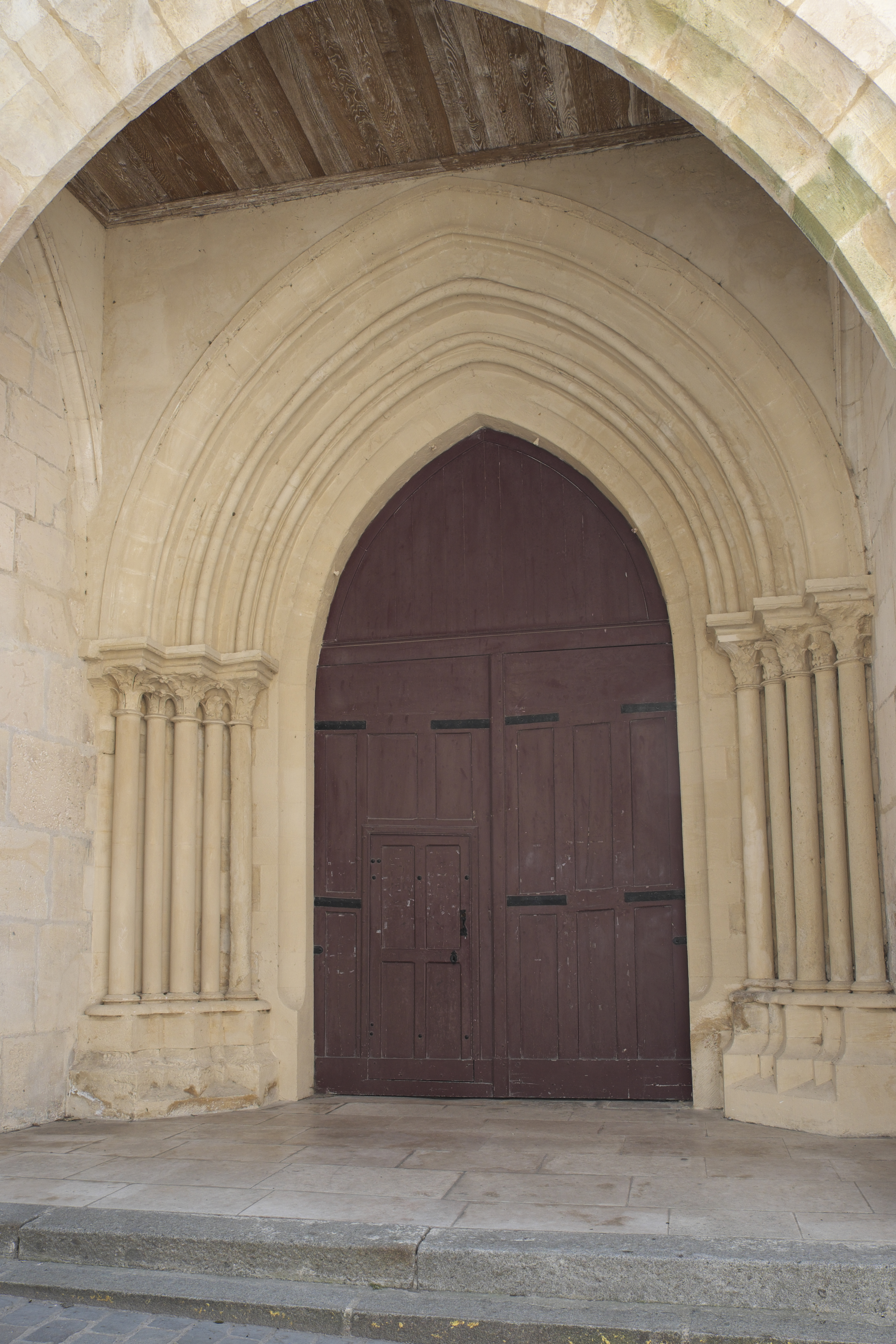
Vorhalle mit Westportal

Die katholische Pfarrkirche St-Germain-de-Paris in Andrésy, einer Gemeinde im Département Yvelines in der französischen Region Île-de-France, wurde in der zweiten Hälfte des 12. und zu Beginn des 13. Jahrhunderts im Stil der Gotik errichtet. Die Kirche ist dem heiligen Germanus von Paris geweiht und gehört zum Bistum Versailles. Im Jahr 1949 wurde die Kirche als Monument historique in die Liste der Baudenkmäler (Base Mérimée) in Frankreich aufgenommen. In der Kirche sind Bleiglasfenster aus der Renaissance erhalten, die bereits im Jahr 1908 als Monument historique (Objekt) klassifiziert wurden.

## Geschichte
Die ältesten Teile der Kirche sind die vier westlichen Joche des Hauptschiffs und des südlichen Seitenschiffs, die vermutlich aus der zweiten Hälfte des 12. Jahrhunderts stammen. Der Chor wurde im ersten Viertel des 13. Jahrhunderts errichtet. Die Vorhalle an der Westfassade wird ins 14. Jahrhundert datiert. Im frühen 16. Jahrhundert wurde der Chor vergrößert, indem man die vier östlichen Joche des südlichen Seitenschiffs, auf der Höhe des Chors, durch Seitenkapellen erweiterte. Im Jahr 1538 wurde das nördliche Seitenschiff durch ein wesentlich breiteres ersetzt. Im Zuge dieser Baumaßnahmen wurde die Kirche mit Bleiglasfenstern ausgestattet. Nach dem Einsturz eines Gewölbes wurden die Gewölbe des nördlichen Seitenschiffs Ende des 19. Jahrhunderts erneuert.

## Architektur

### Außenbau
Über dem westlichen Joch des Langhauses erhebt sich der schiefergedeckte Turm, der von Eckpilastern gerahmt wird und in dessen Mauern spitzbogige Blendfelder und im Glockengeschoss gekuppelte Klangarkaden eingeschnitten sind. 
Das Hauptschiff öffnet sich im Westen, an der Rue de l’Église, zu einem von Archivolten gerahmten, spitzbogigen Portal, das in eine Vorhalle im Stil der Flamboyant-Gotik integriert ist. Die Archivolten ruhen auf schlanken, mit Blattkapitellen verzierten Säulen, die auf hohen Sockeln stehen. 
Das zum Ufer der Seine gewandte Chorhaupt an der Ostseite wird in der Mitte von einem großen, zweibahnigen Lanzettfenster mit Okulus und seitlich von zwei Maßwerkfenstern durchbrochen. Das Portal an der Ostfassade des nördlichen Seitenschiffs wird von einem Korbbogen überfangen und von einem Dreiecksgiebel mit leerer Figurennische bekrönt. 

### Innenraum
Das in fünf Joche gegliederte Langhaus besteht aus einem Hauptschiff und zwei Seitenschiffen. Das nördliche Seitenschiff, das in der Mitte des 16. Jahrhunderts errichtet wurde, ist breiter als das Hauptschiff und doppelt so breit wie das südliche Seitenschiff. Im Osten schließt sich ohne ein dazwischen liegendes Querhaus der dreijochige Chor an. Die beiden Seitenschiffe erstrecken sich bis in den Chor, mit dem sie einen geraden Abschluss bilden. Die vier östlichen Joche des südlichen Seitenschiffs öffnen sich zu Seitenkapellen. 

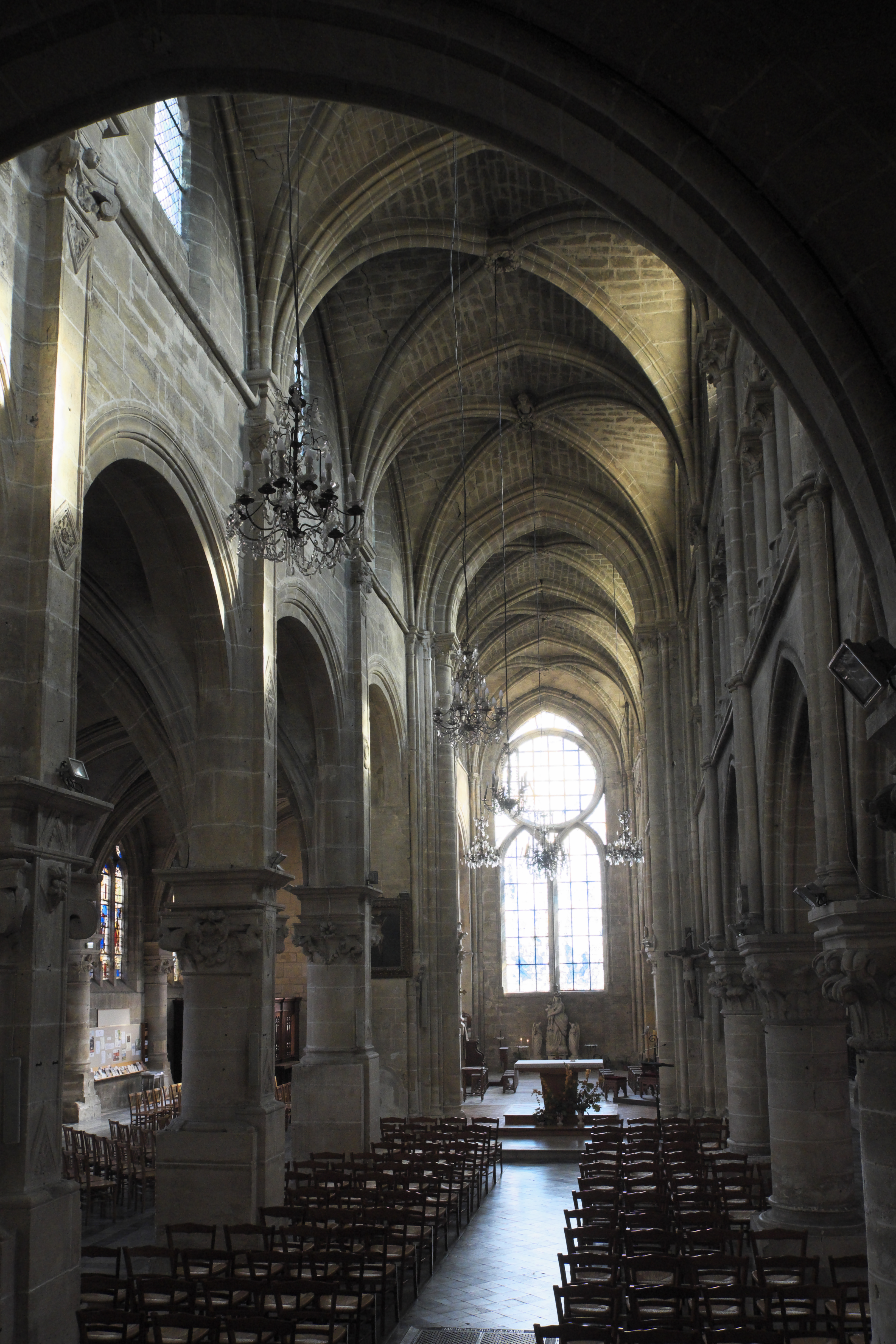
Mittelschiff
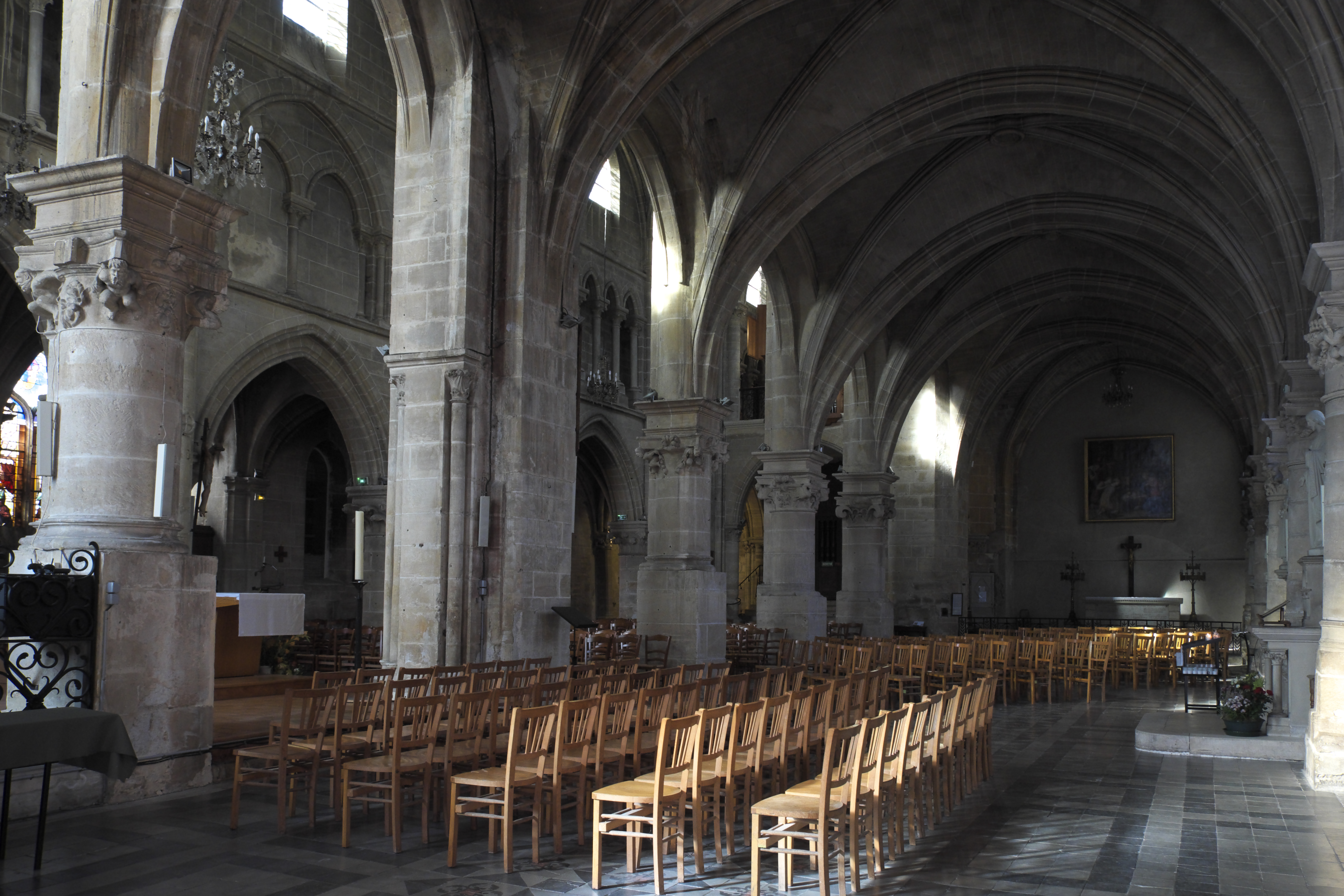
Nördliches Seitenschiff
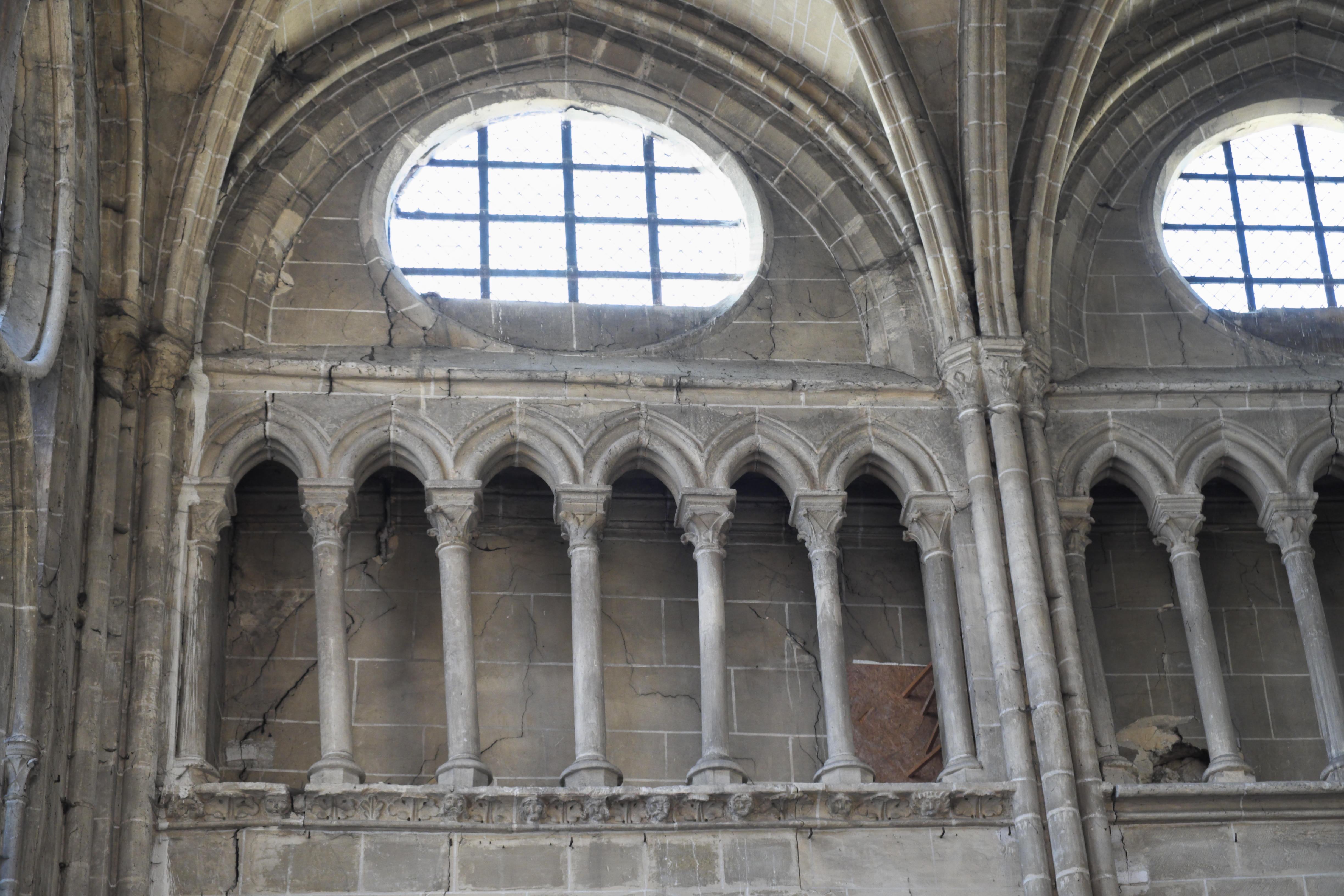
Triforium im Chor

Die hohen spitzbogigen Mittelschiffarkaden ruhen auf mächtigen, mit Kapitellen verzierten Säulen, über denen in den vier westlichen Jochen an der Südseite unter den Obergadenfenstern ein aus vier hohen Arkaden bestehendes Triforium verläuft. Im Chor bestehen die Triforien aus fünf bzw. sechs Arkaden. An den Hochwänden zum nördlichen Seitenschiff ist kein Triforium vorhanden. Der gesamte Innenraum wird von Kreuzrippengewölben mit Schlusssteinen gedeckt.
Elf Kapitelle werden in die zweite Hälfte des 16. Jahrhunderts datiert. Sie sind mit nackten männlichen Figuren mit Bart und weiblichen, teilweise geflügelten Büsten verziert. Auf manchen Kapitellen sind Adler, Sirenen und von Blattwerk umrahmte Köpfe dargestellt. Auf zwei Kapitellen sind Feuersalamander zu sehen, das Wappentier des französischen Königs Franz I.

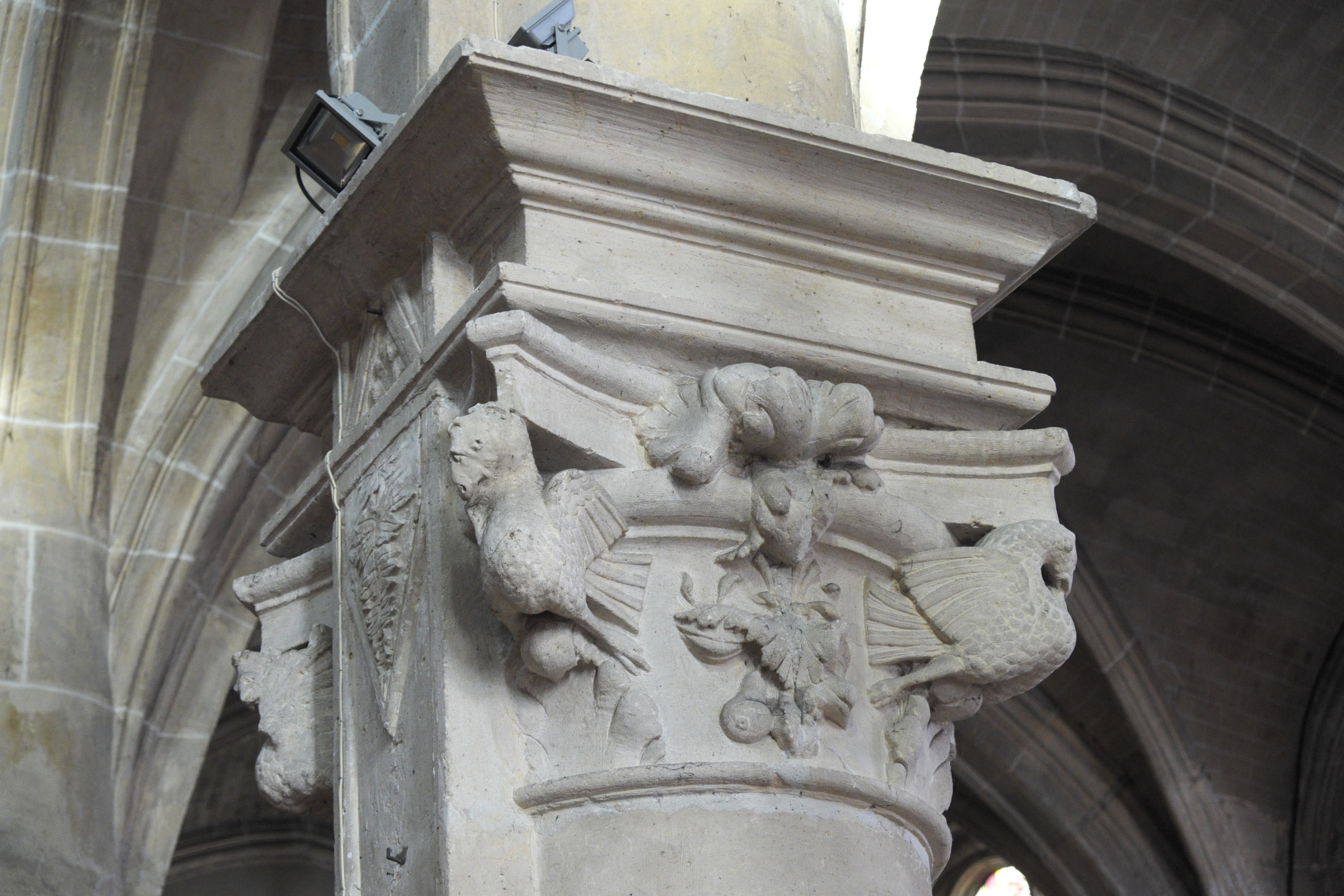
Kapitell mit Vögeln
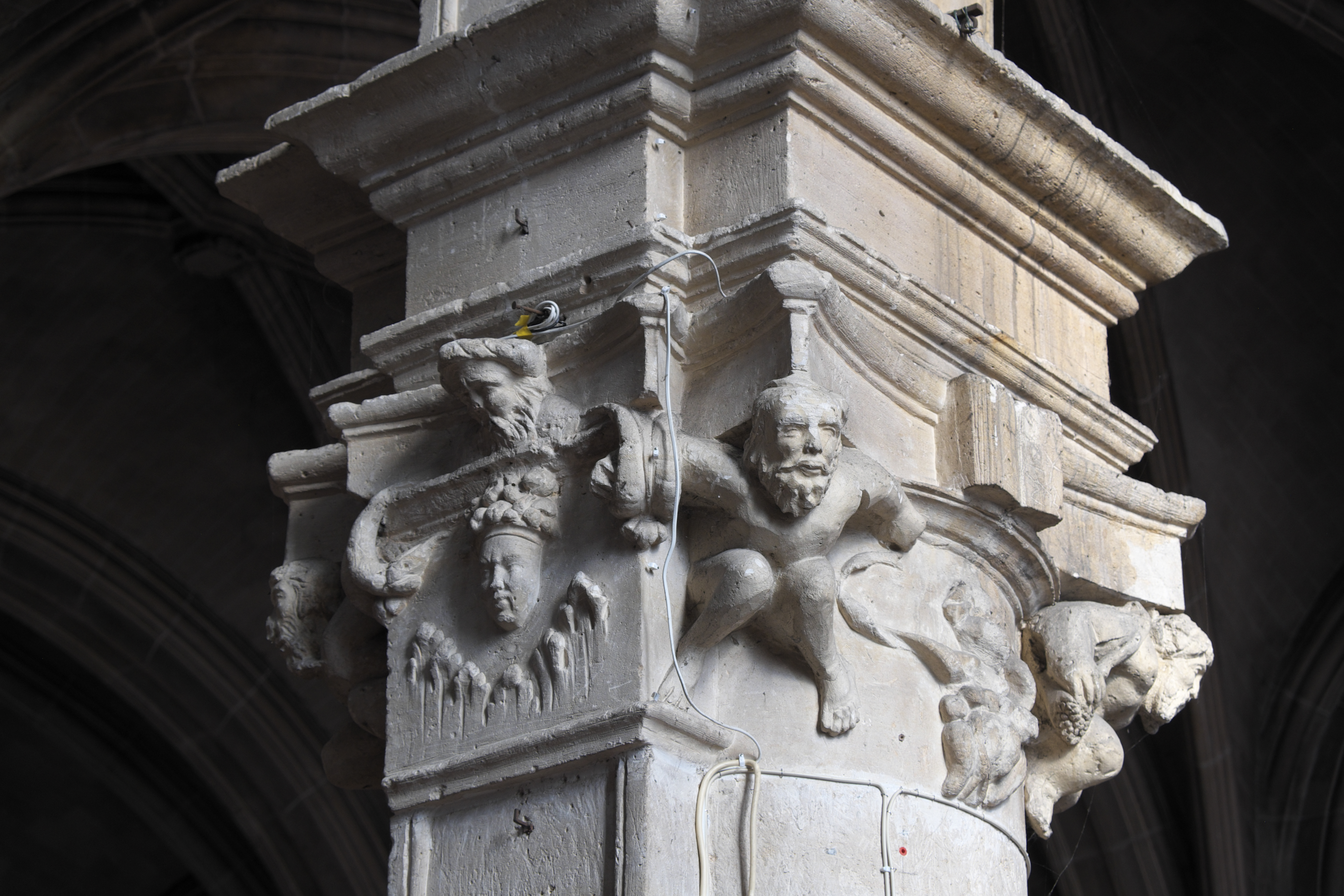
Kapitell mit Köpfen und männlichen Figuren
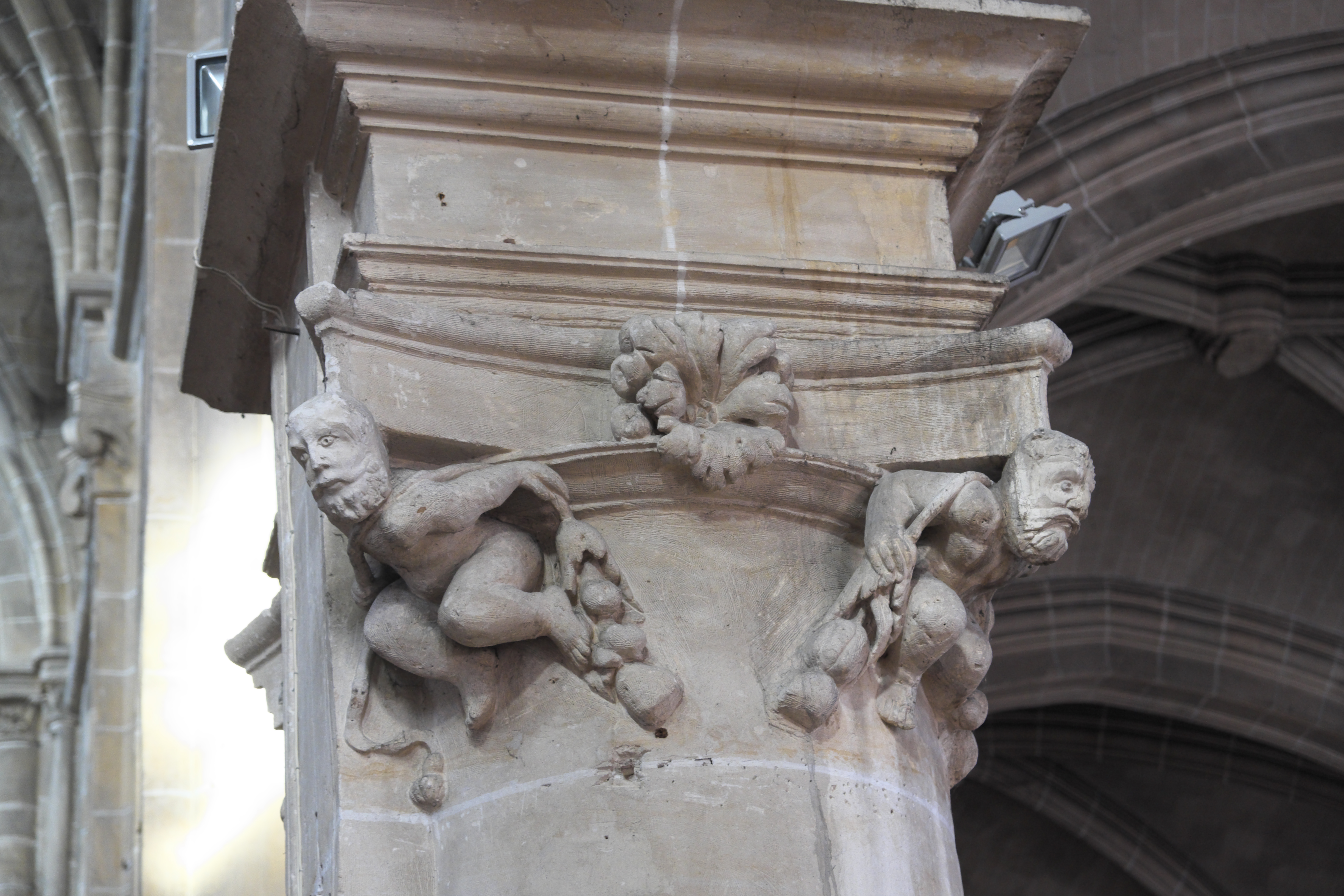
Kapitell mit männlichen Figuren
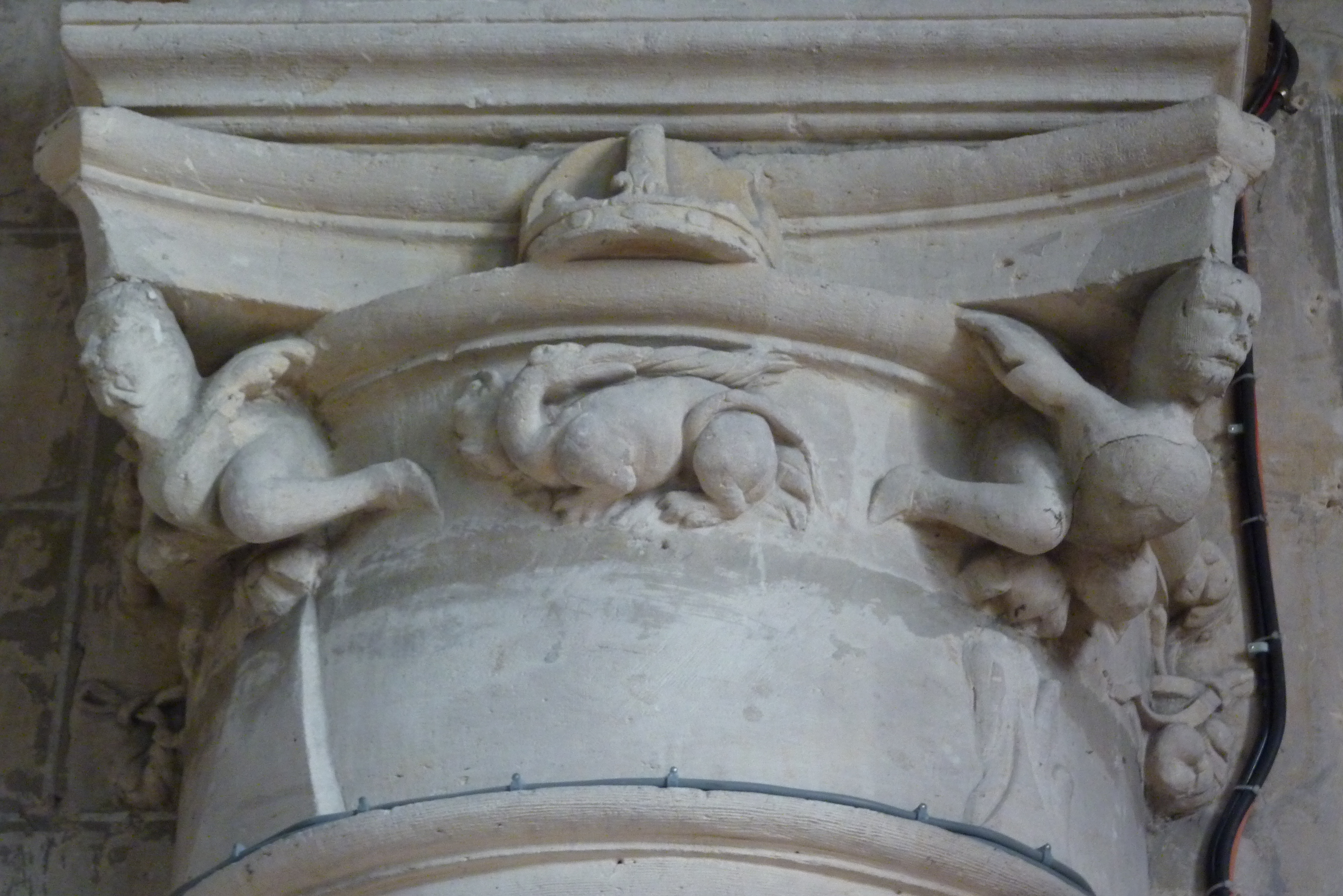
Kapitell mit Feuersalamander

## Bleiglasfenster

### Fenster aus dem 16.Jahrhundert
In der Kirche sind fünf Bleiglasfenster mit Scheiben aus dem 16. Jahrhundert erhalten.
- Fenster 2

Siehe auch: Taufe-Jesu-Fenster

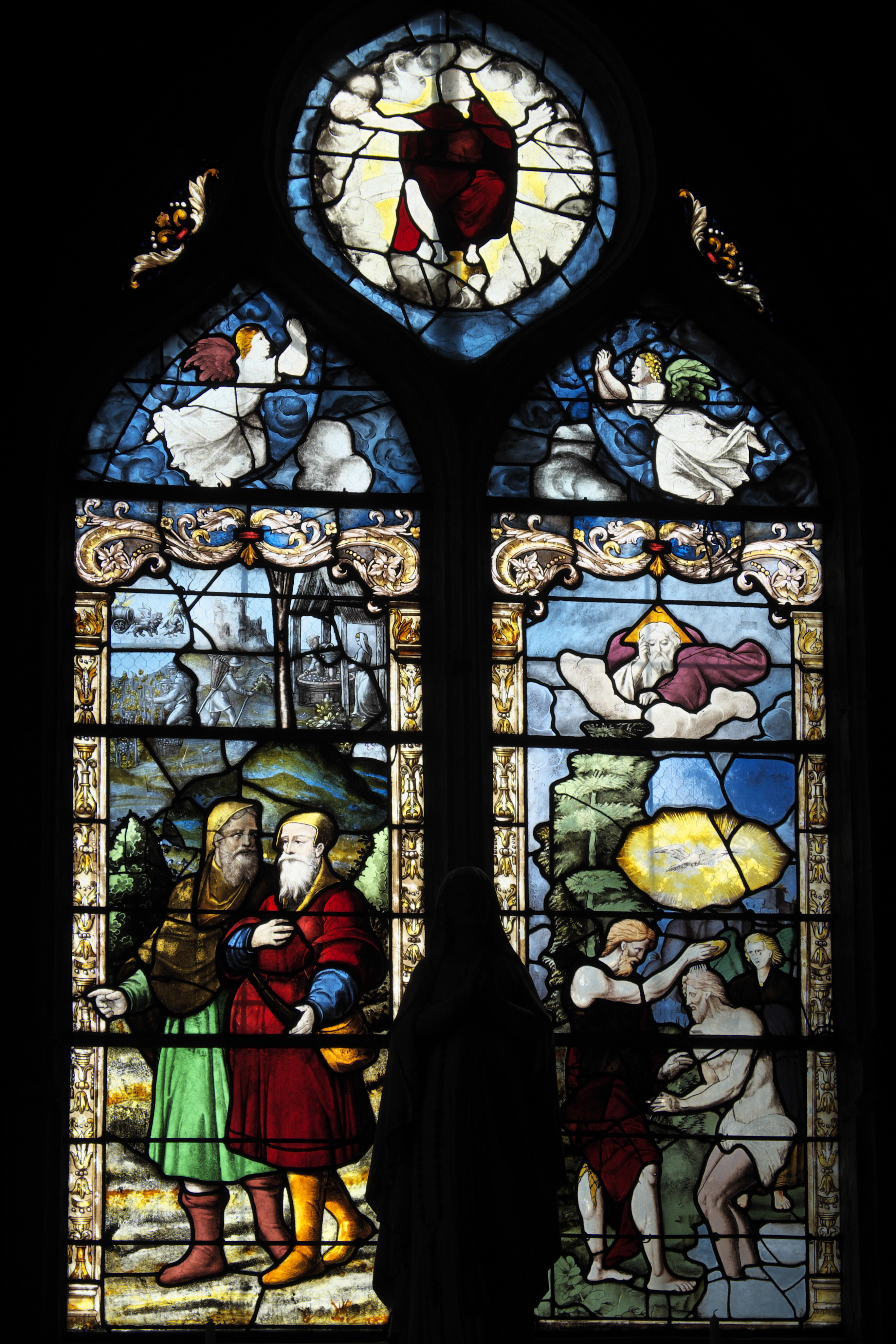
Fenster 2

Auf dem Fenster (Monument historique (Objekt) seit 1908) sind links die Emmausjünger und rechts die Taufe Jesu zu erkennen, darüber schweben Engel. Hinter den Emmausjüngern sind Szenen einer Weinlese zu sehen. In der oberen Scheibe zwischen den beiden Lanzetten ist eine Majestas Domini dargestellt.

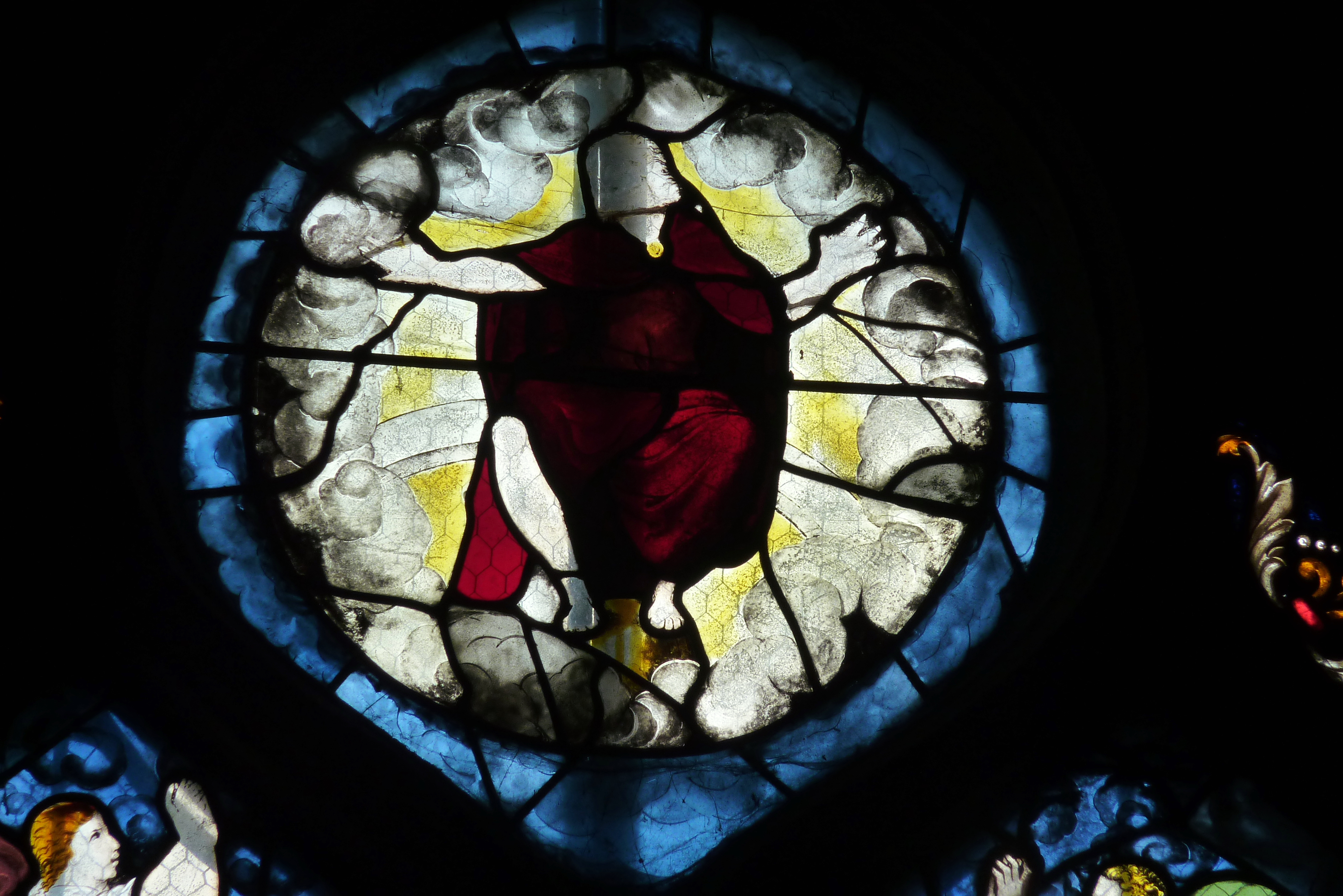
Majestas Domini (oben)
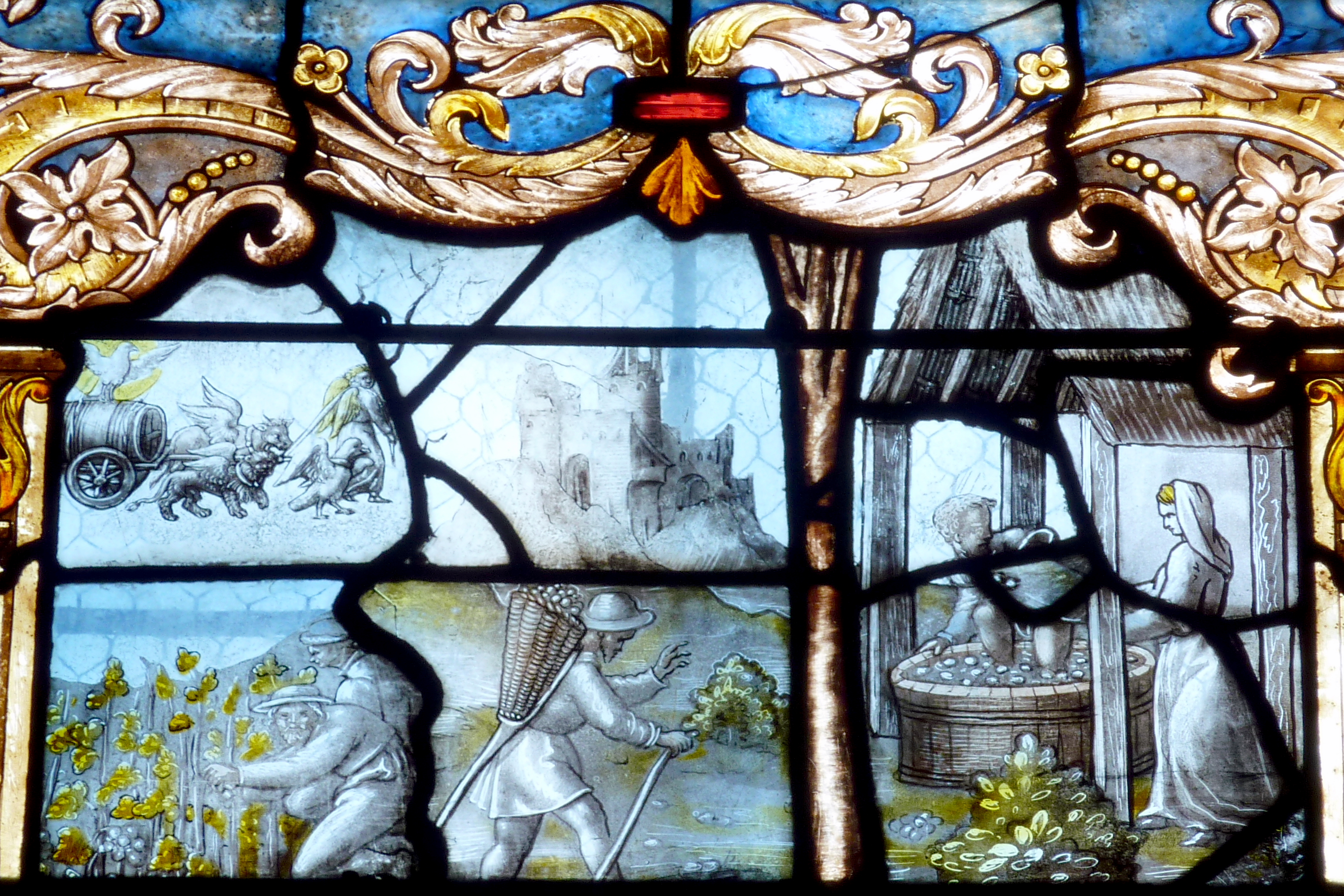
Weinlese
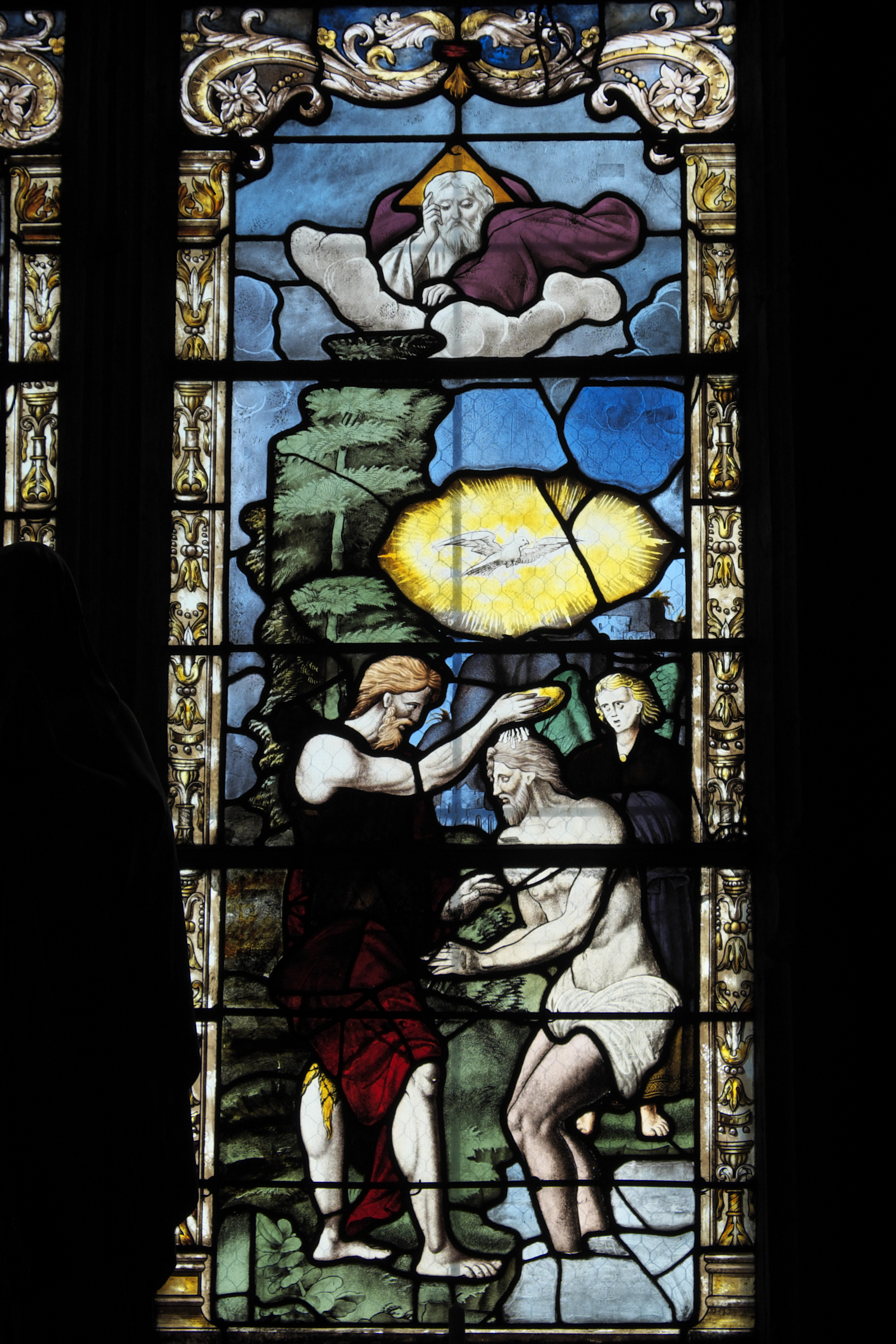
Taufe Jesu (rechts)

- Fenster 5

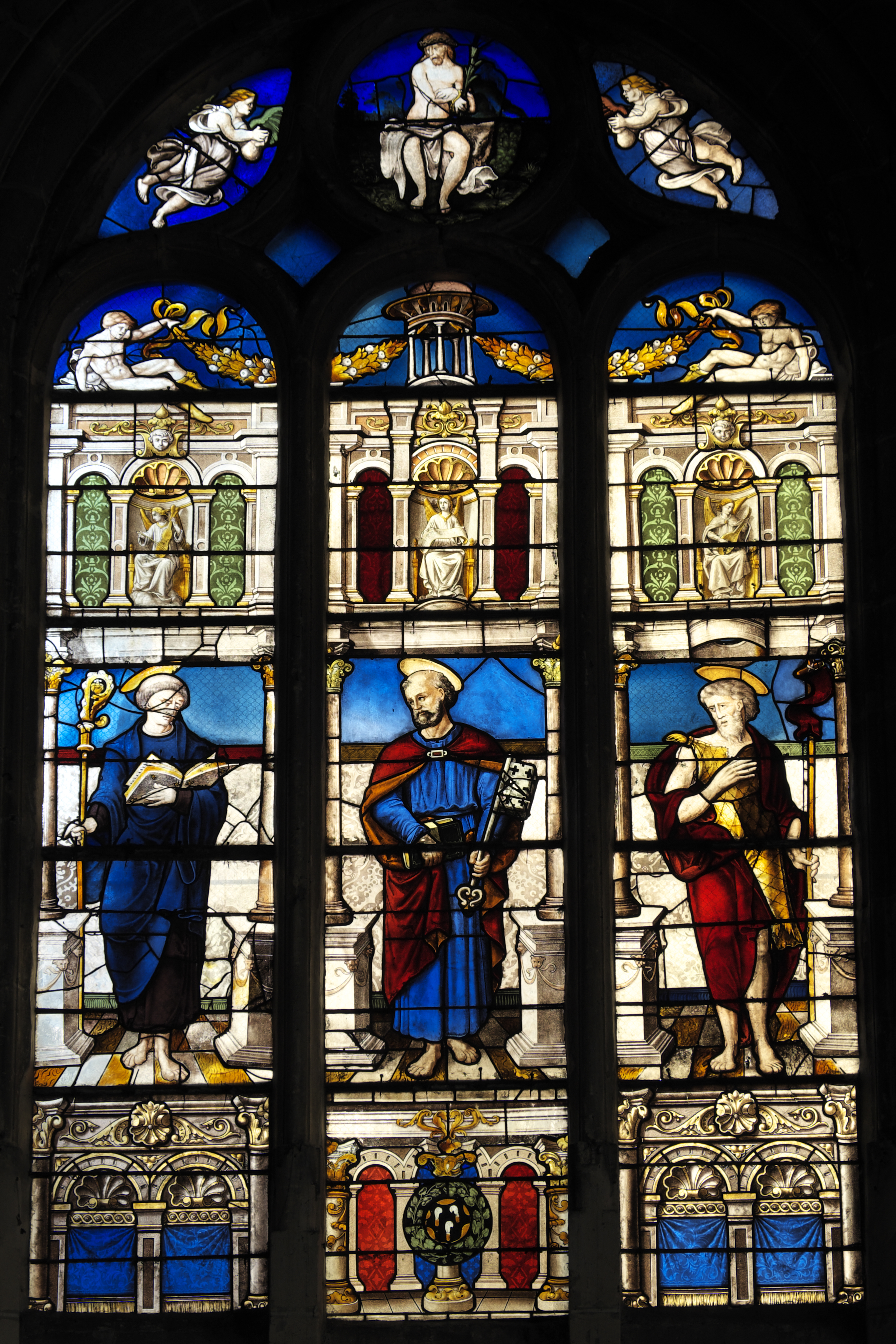
Fenster 5

Auf dem dreibahnigen Fenster (Monument historique (Objekt) seit 1908) sind in der Mitte der heilige Benedikt, der Apostel Petrus und Johannes der Täufer dargestellt. Im Maßwerk ist Christus in der Rast zu sehen.

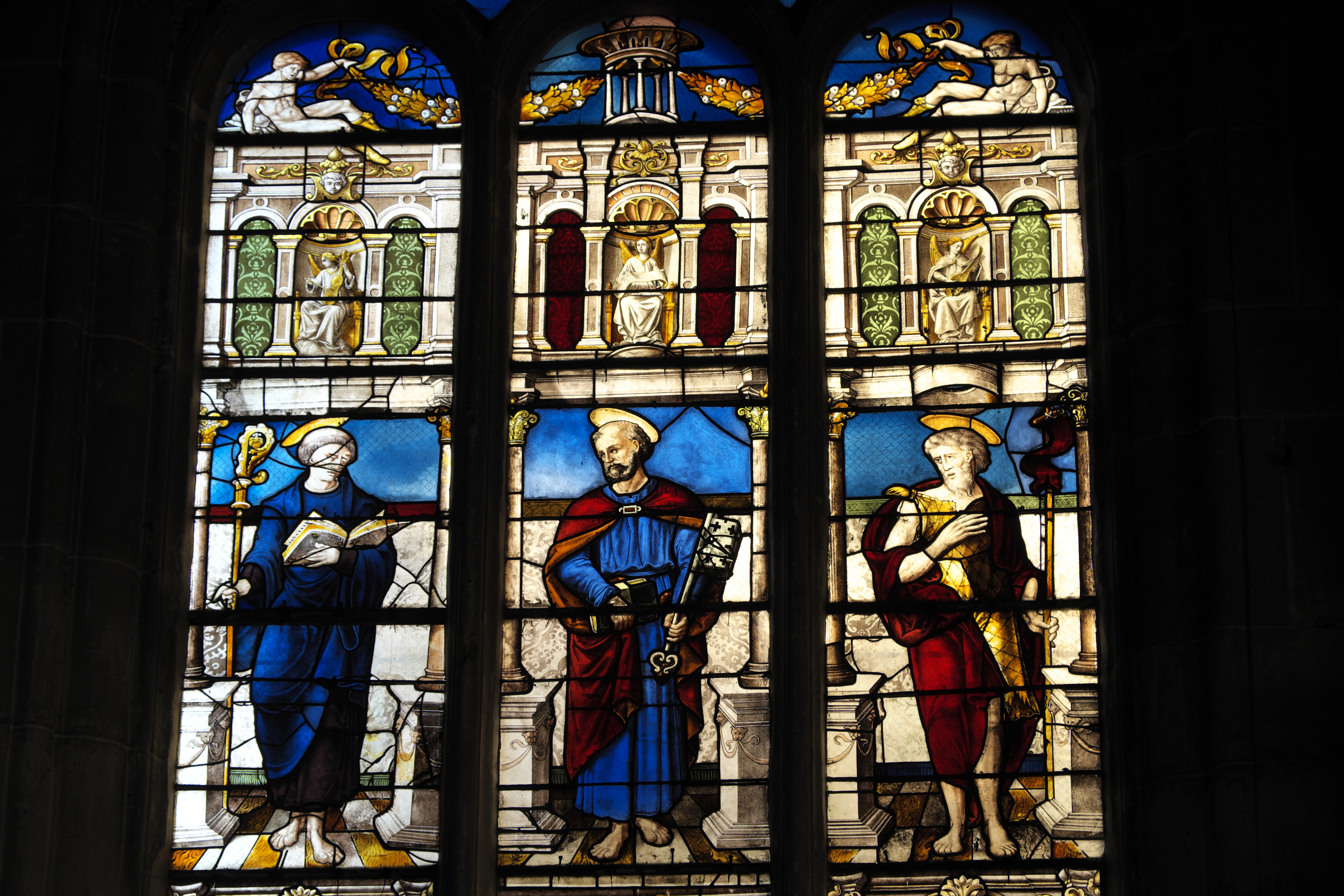
Heiliger Benedikt, Apostel Petrus, Johannes der Täufer
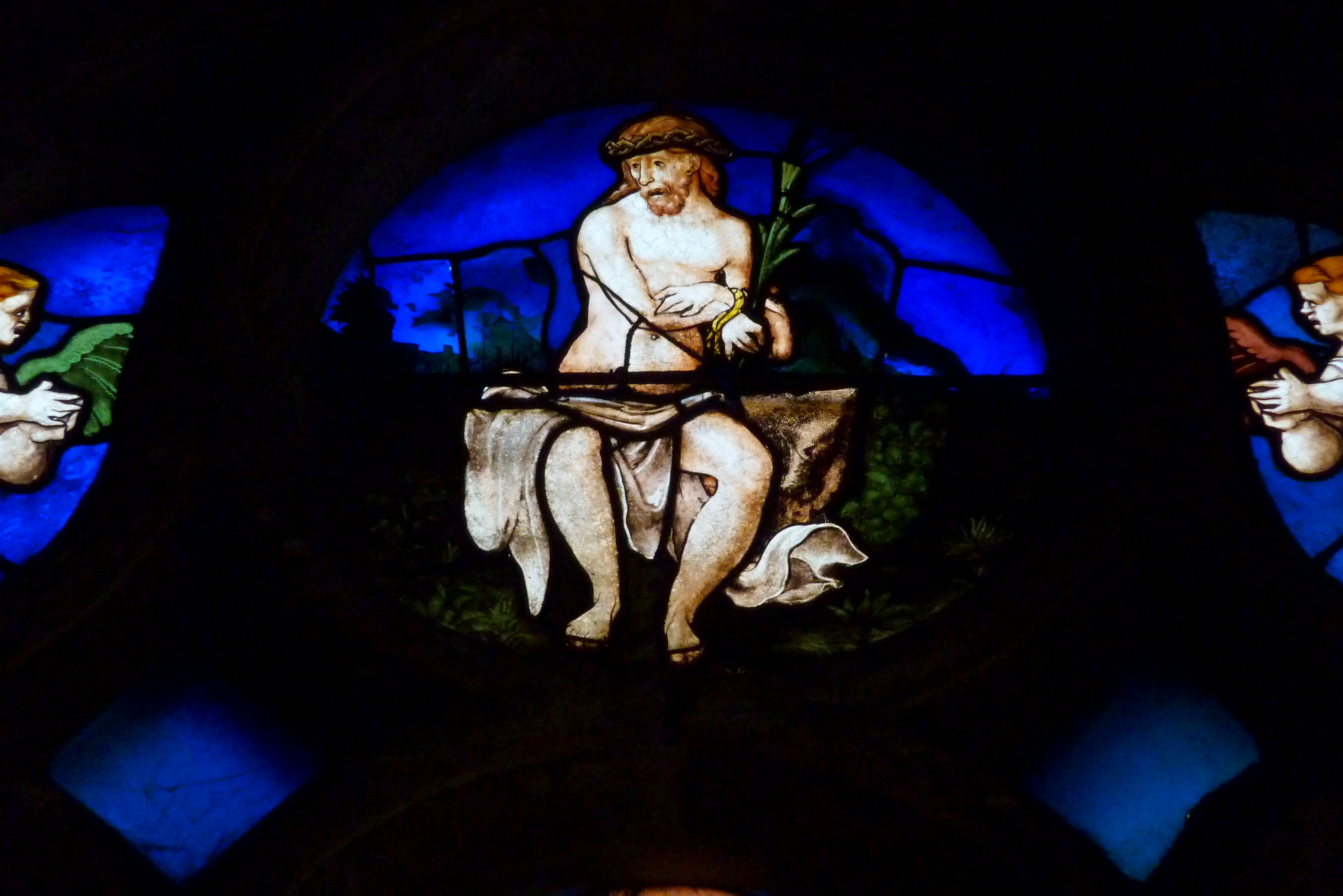
Christus in der Rast (im Maßwerk)

- Fenster 9

Siehe auch: Wurzel-Jesse-Fenster

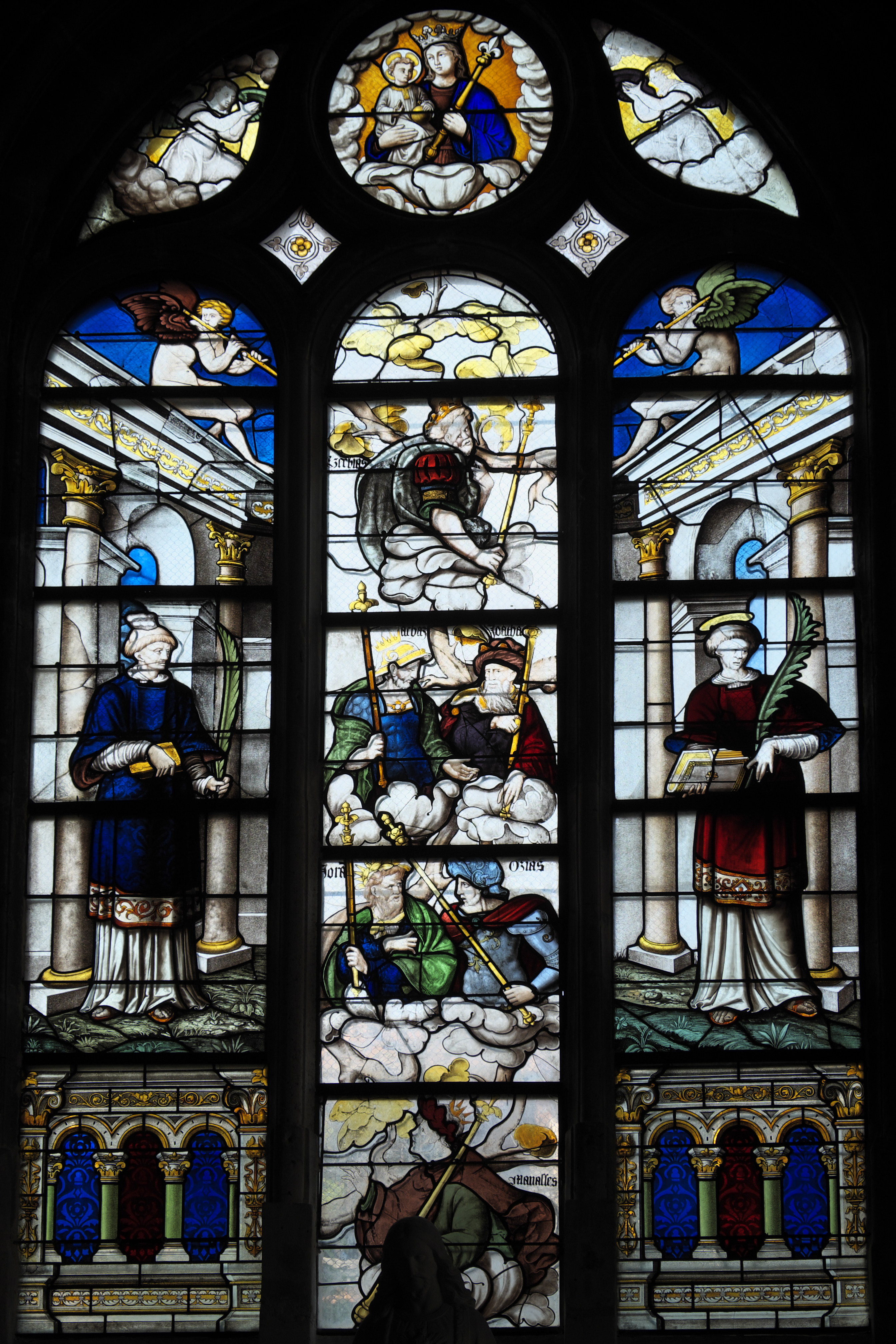
Fenster 9

Auf den beiden äußeren Lanzetten sind zwei Diakone dargestellt. Die Scheiben in der Mitte sind Fragmente eines Wurzel-Jesse-Fensters. Das obere Rundfenster weist eine Madonna mit Kind auf (Monument historique (Objekt) seit 1908).

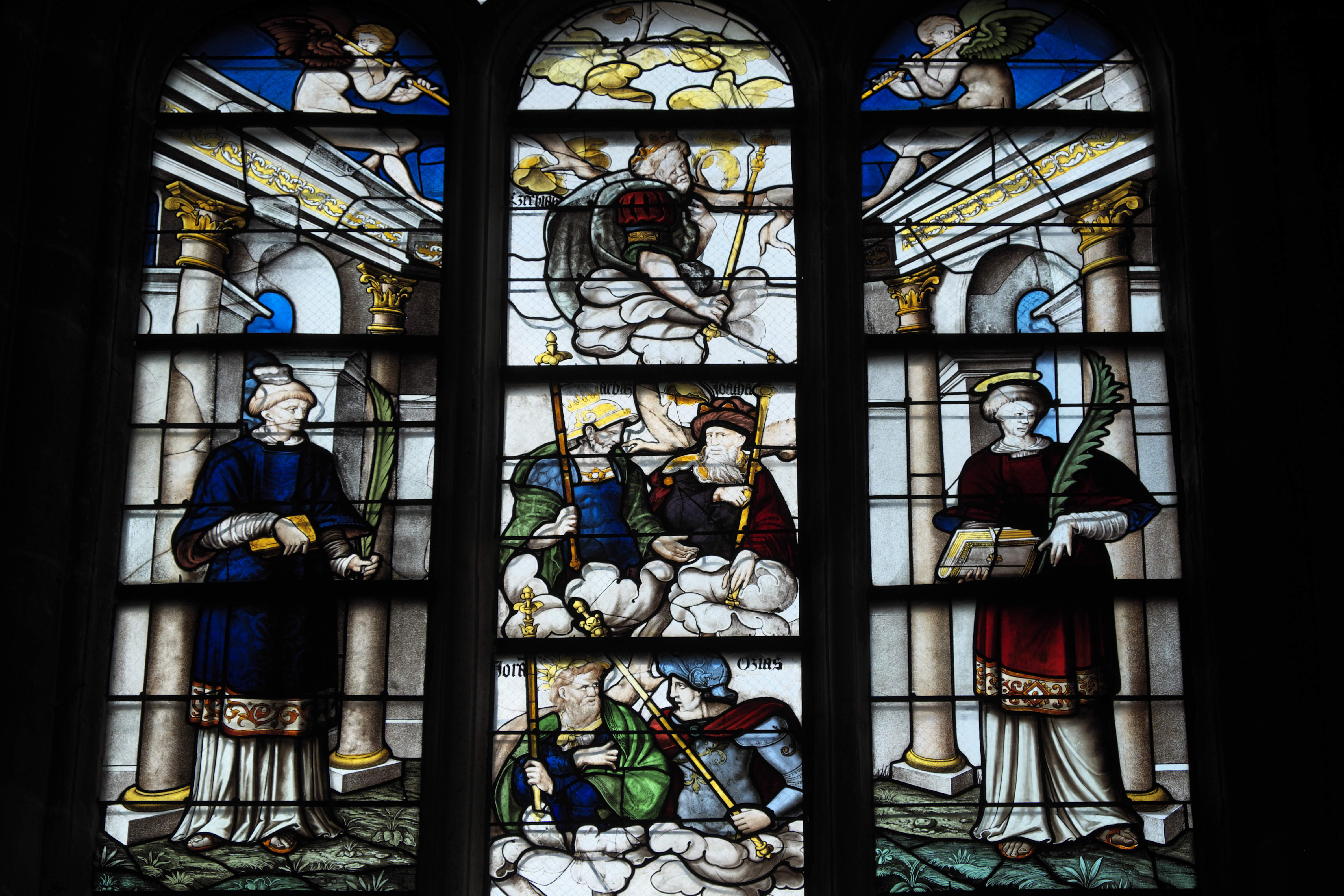
Zwei Diakone (rechts und links)
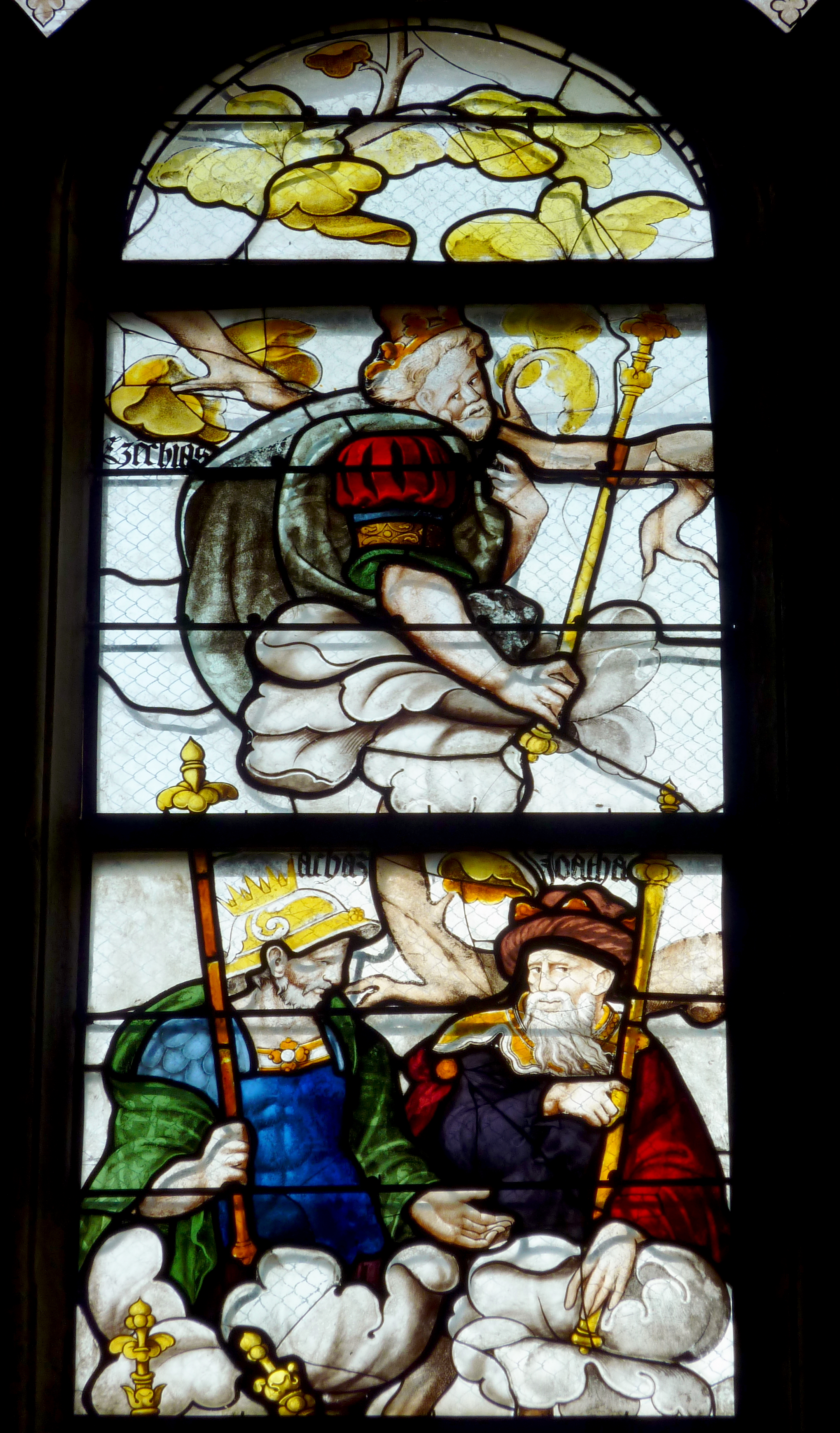
Fragmente eines Wurzel-Jesse-Fensters (in der Mitte)
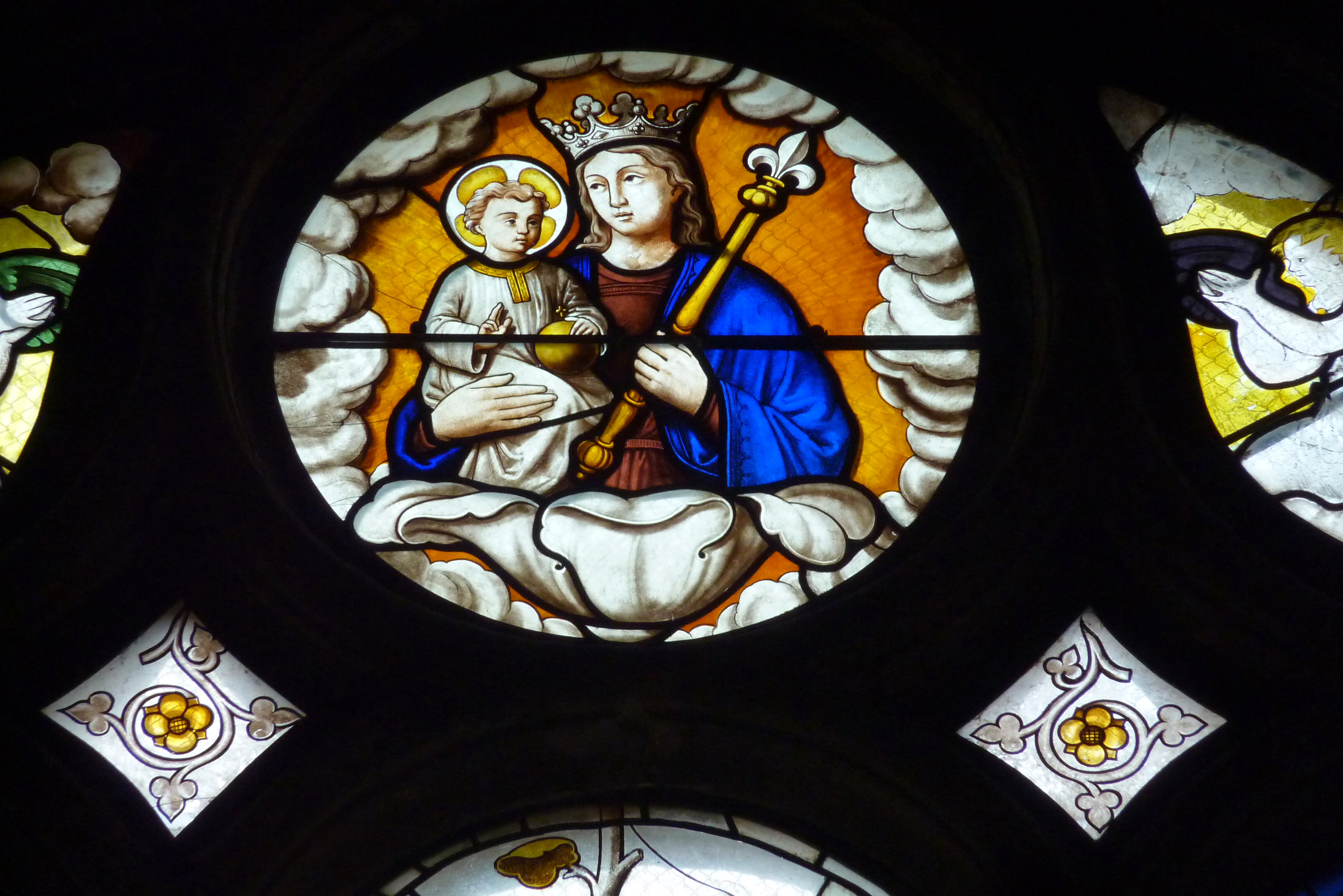
Madonna mit Kind (oben)

- Fenster 10

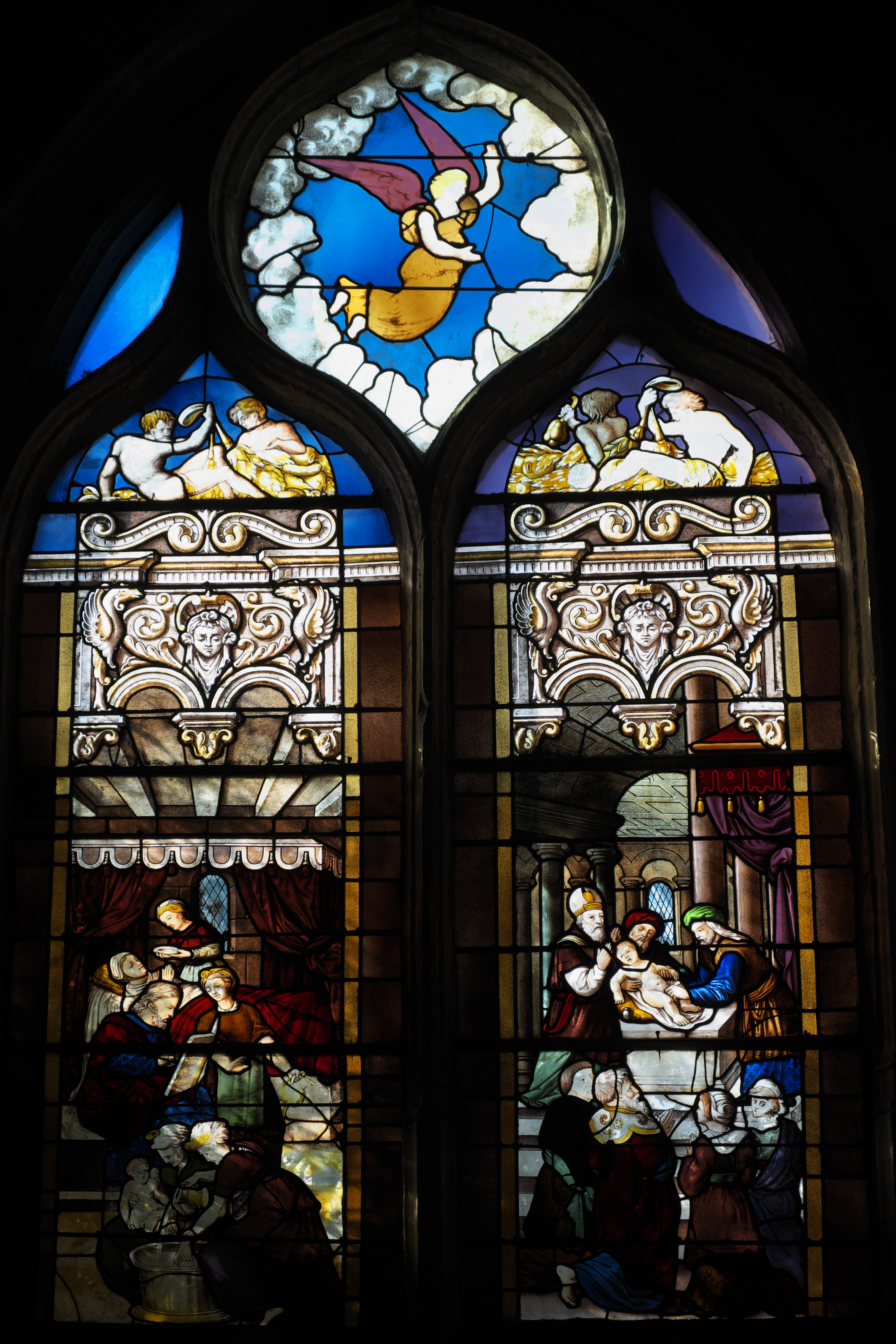
Fenster 10

Auf den beiden Lanzetten sind links die Geburt des Johannes des Täufers und rechts die Beschneidung Jesu zu sehen. Die Szenen sind in eine Renaissancearchitektur eingebettet, oben schwebt ein Engel (Monument historique (Objekt) seit 1908).
- Fenster 11

Das Fenster enthält Szenen aus dem Gleichnis vom reichen Mann und vom armen Lazarus. In der unteren Szene sieht man einen mit einem Pelz und einem reich bestickten Gewand gekleideten Mann, dem eine Speise gereicht wird, zu seinen Füßen kauern Hunde. Im Hintergrund sind kostbare Vasen und Geschirr zu erkennen. In der nächsten Szene wird der Tisch im Haus des Reichen gedeckt und in der folgenden Szene sieht man den armen Lazarus, der am Boden liegt und die Reste, die vom Tisch des Reichen fallen, mit den Hunden teilt. In der linken unteren Szene wird der Reiche im Höllenfeuer dargestellt und in der rechten unteren Szene wird die Seele des armen Lazarus von Engeln aufgenommen. Im Tympanon sind in der Mitte Gottvater und seitlich Engel dargestellt (Monument historique (Objekt) seit 1908).

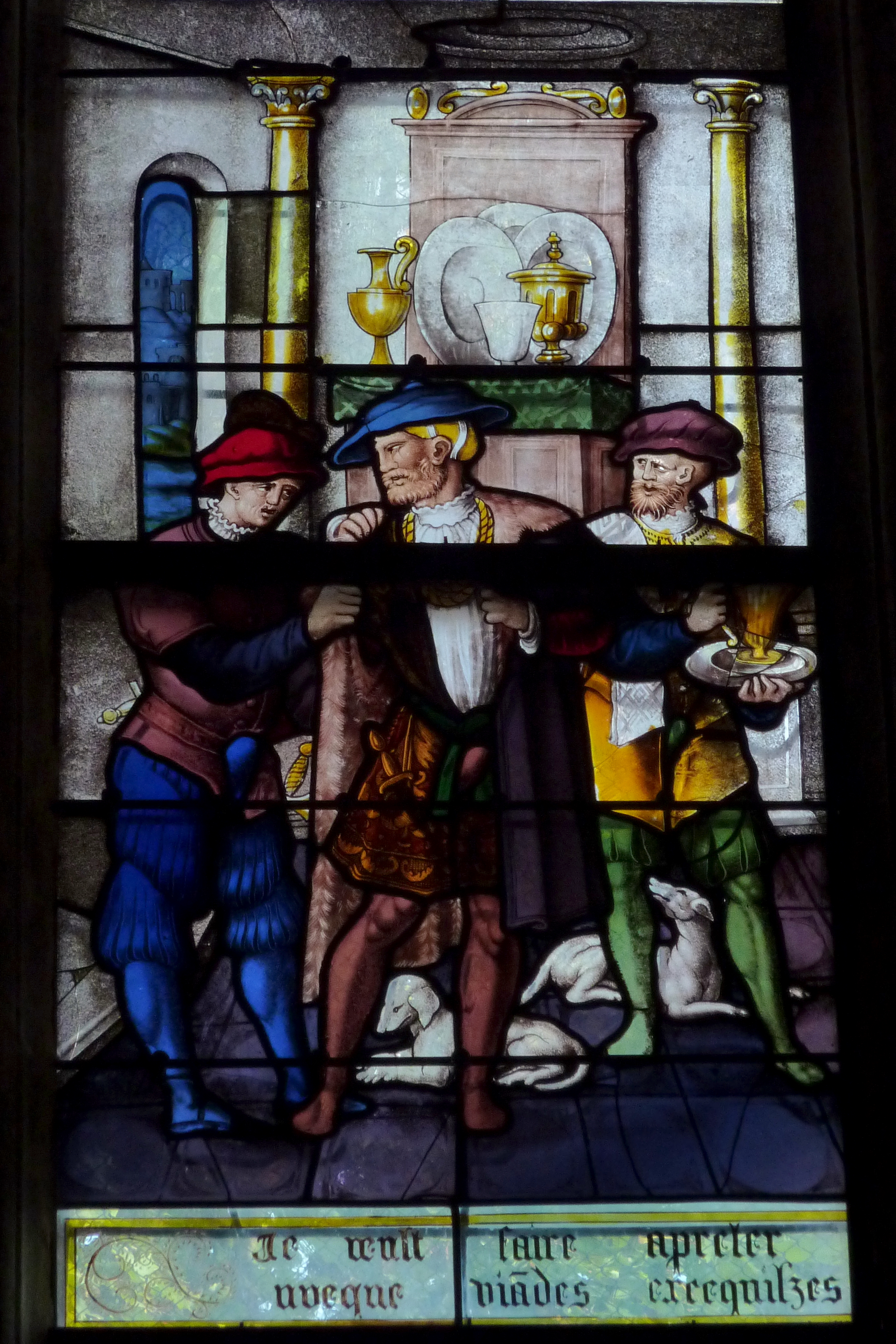
Reicher Mann wird bedient
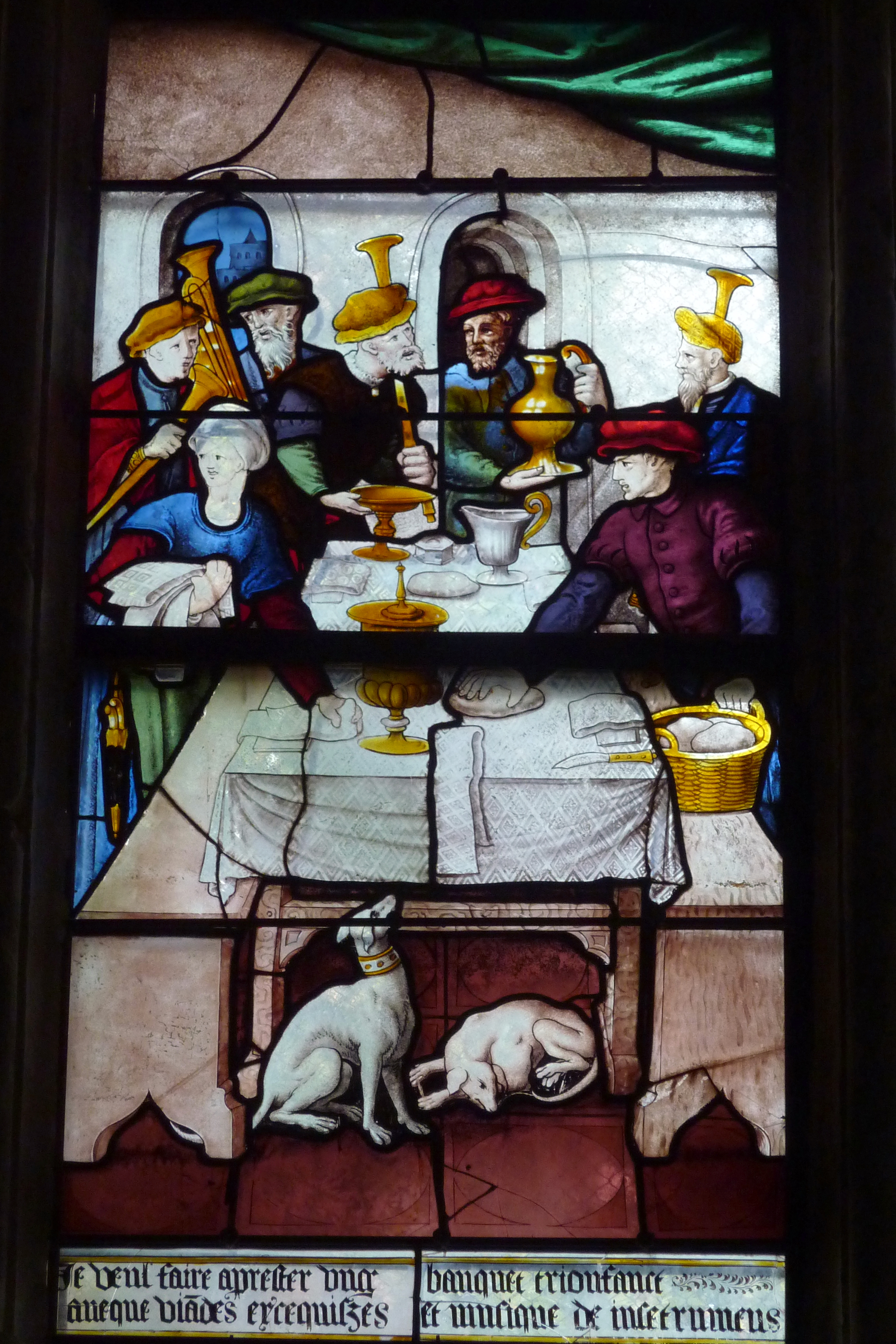
Tisch des Reichen wird gedeckt
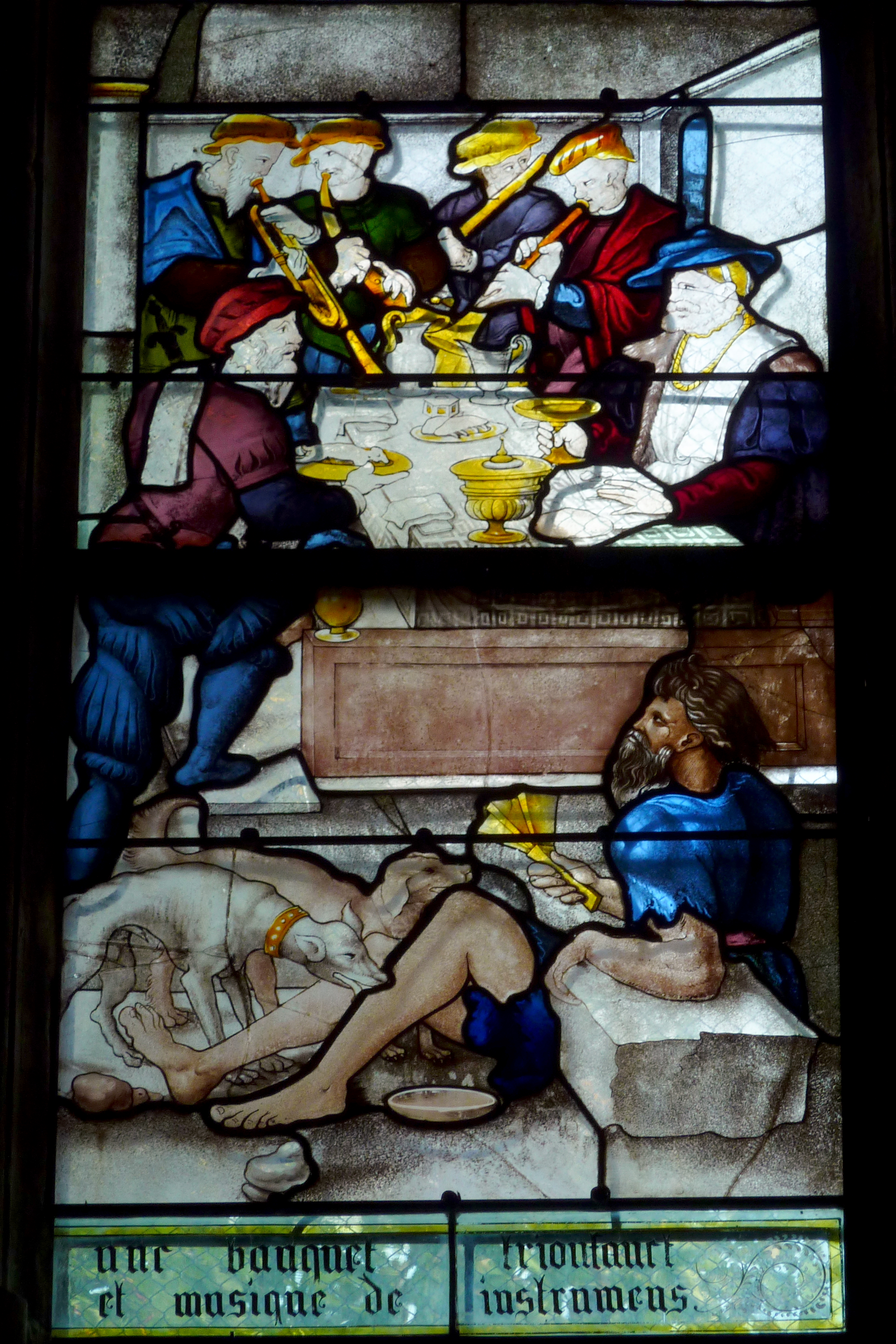
Armer Lazarus teilt Reste mit den Hunden
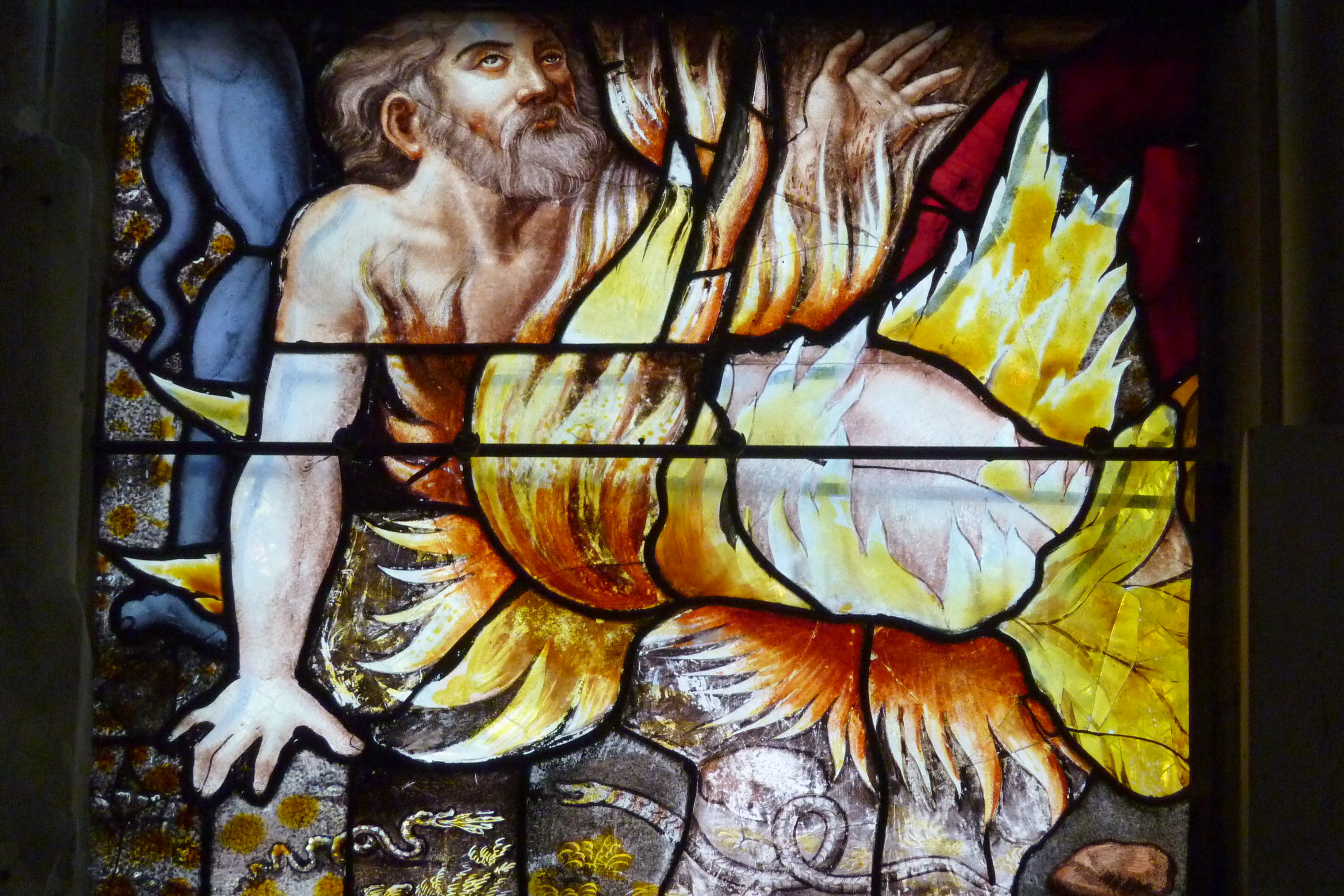
Reicher im Höllenfeuer
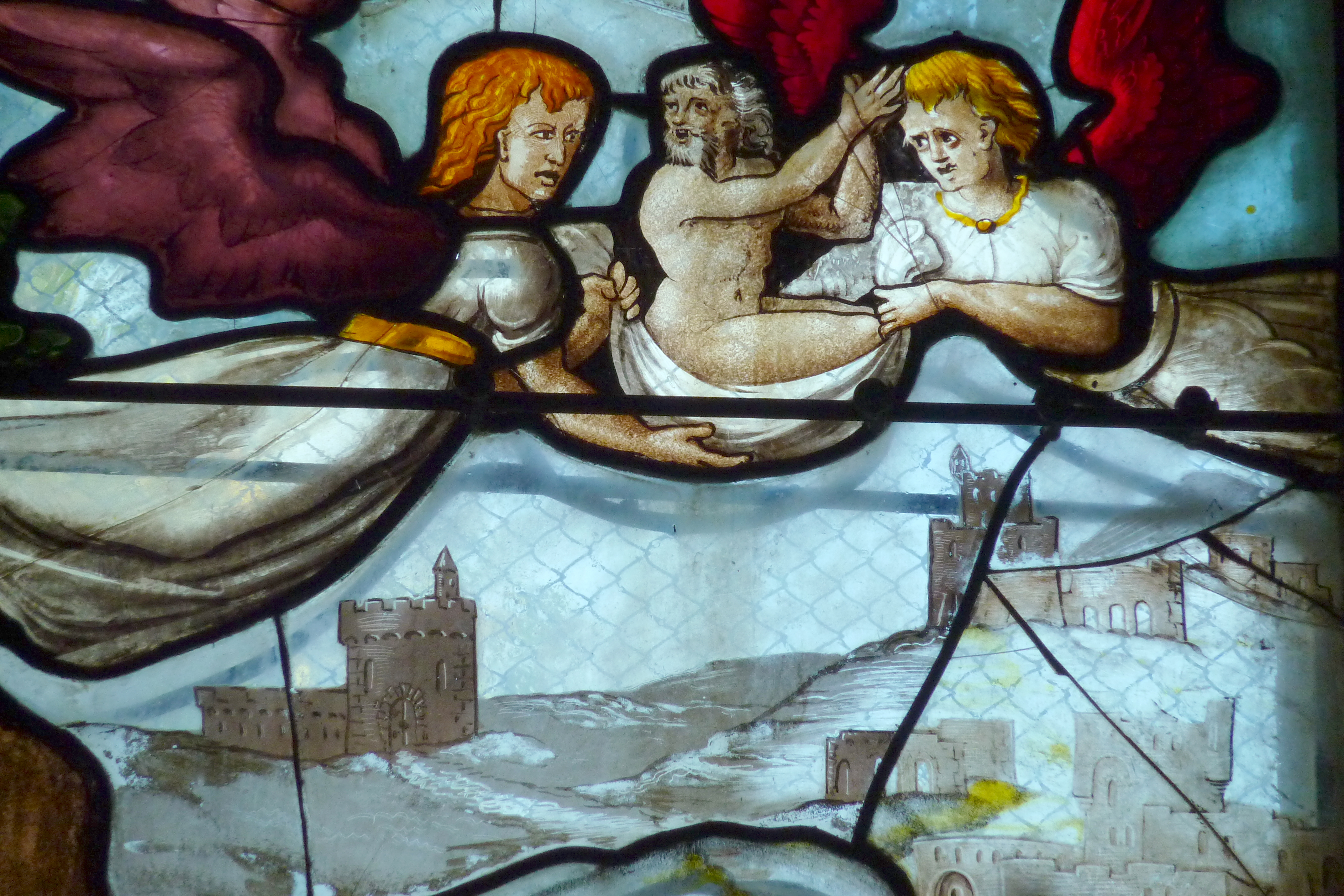
Seele des armen Lazarus wird von Engeln aufgenommen

### Fenster aus dem 19. und 20.Jahrhundert

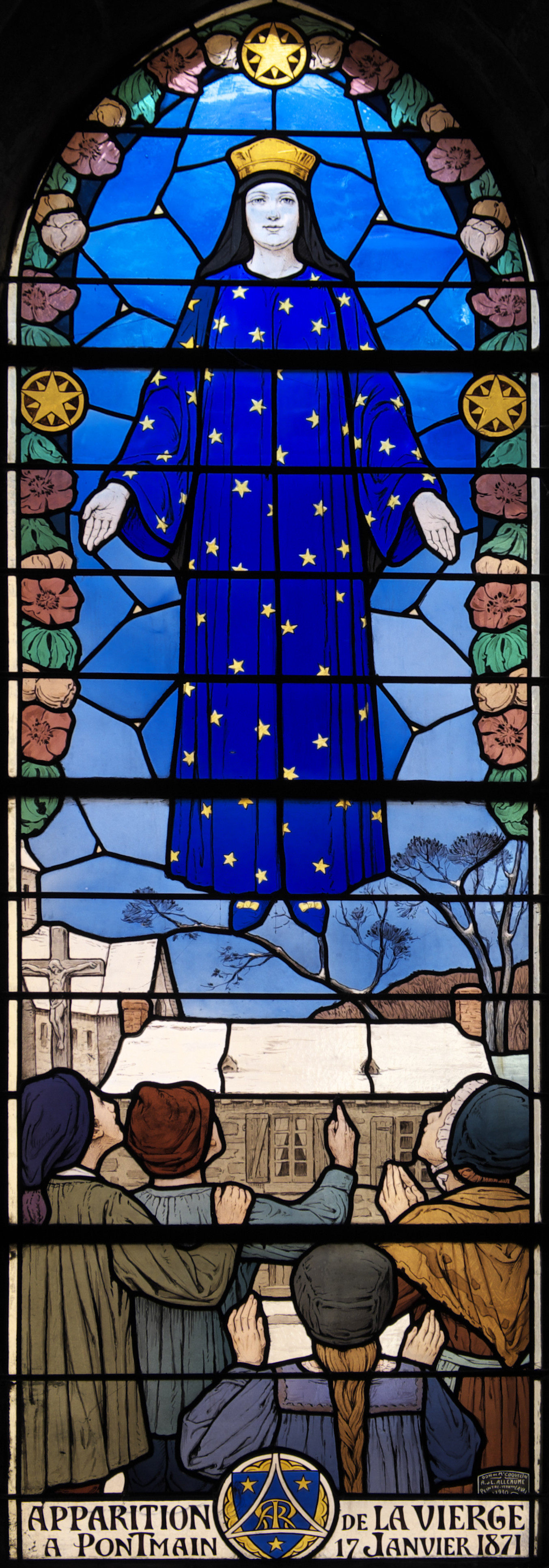
Marienerscheinung von Pontmain

- Auf einem Bleiglasfenster aus dem 19. Jahrhundert sind eine Madonna mit Kind und der heilige Josef dargestellt. Auf einem anderen Fenster sieht man einen Bischof, vielleicht den Schutzpatron der Kirche, den heiligen Germanus von Paris, und den Apostel Paulus. Ein weiteres Fenster weist eine Kreuzigungsszene mit einem Priester zu Füßen des Kreuzes und dem Apostel Petrus im Tympanon auf.[11]
- Das Fenster mit der Darstellung der Marienerscheinung in Pontmain ist mit der Signatur der Brüder Auguste und Ludovic Alleaume und der Jahreszahl 1930 versehen.[12]
- Das Fenster, in dem gotisch nachgeahmte Medaillons mit Marterszenen enthalten sind, wurde 1958 von André Ripeau geschaffen.[13]
- In den Jahren 1968 bis 1986 entwarf Michel Gigon vier abstrakte Fenster, die in der Glasmalereiwerkstatt Cot-Dezande hergestellt wurden.[14]

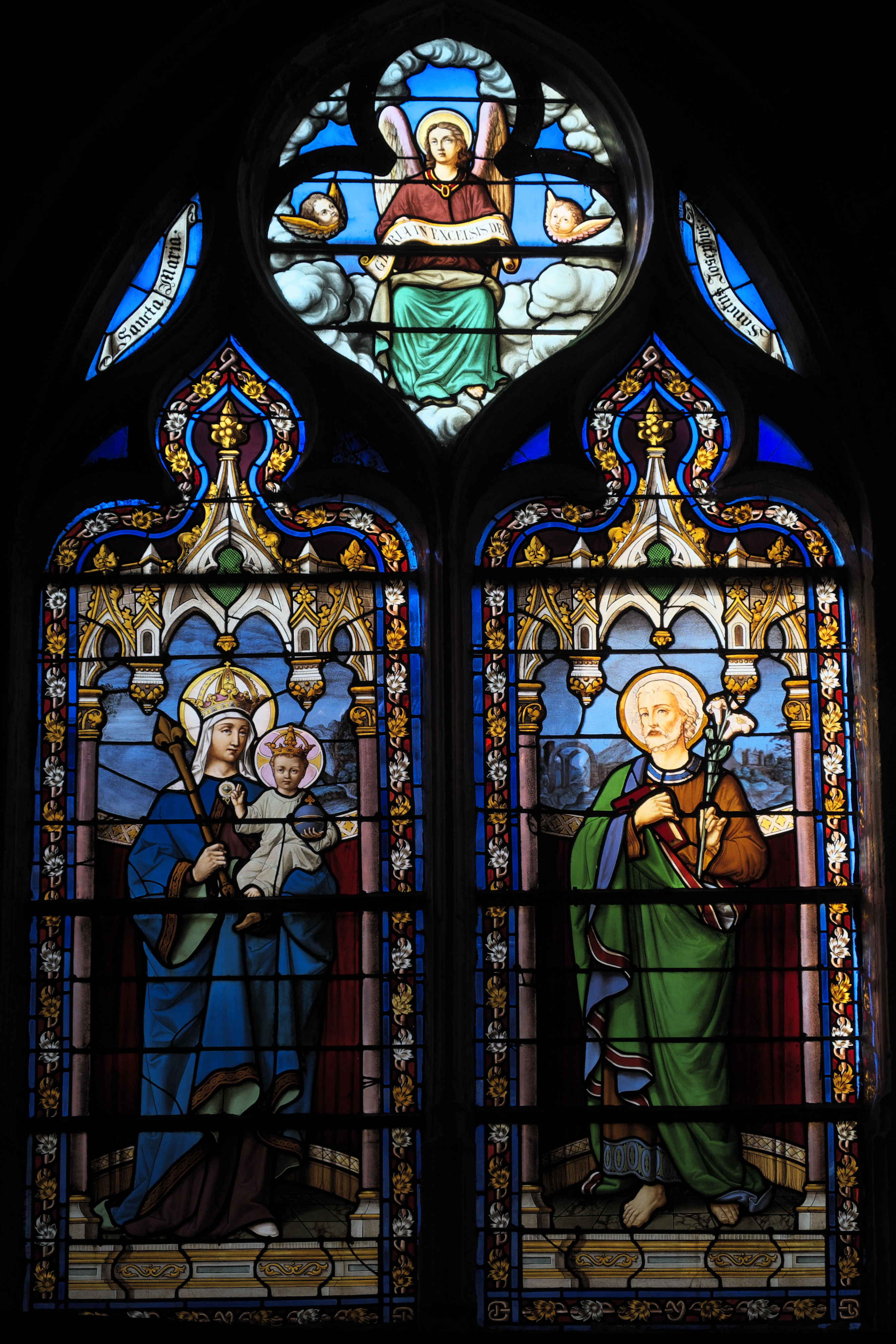
Madonna mit Kind, heiliger Josef
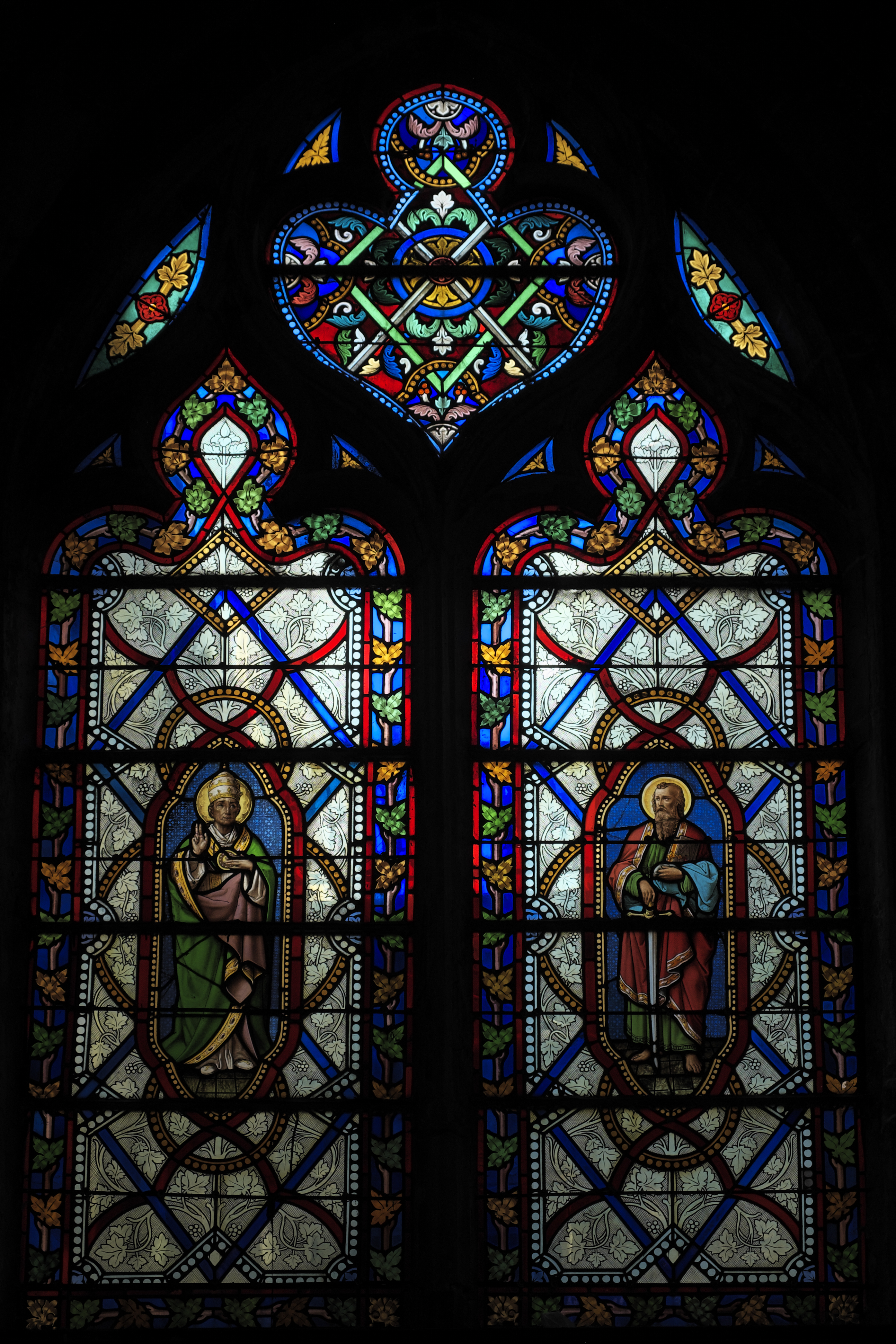
Germanus von Paris (?), Apostel Paulus
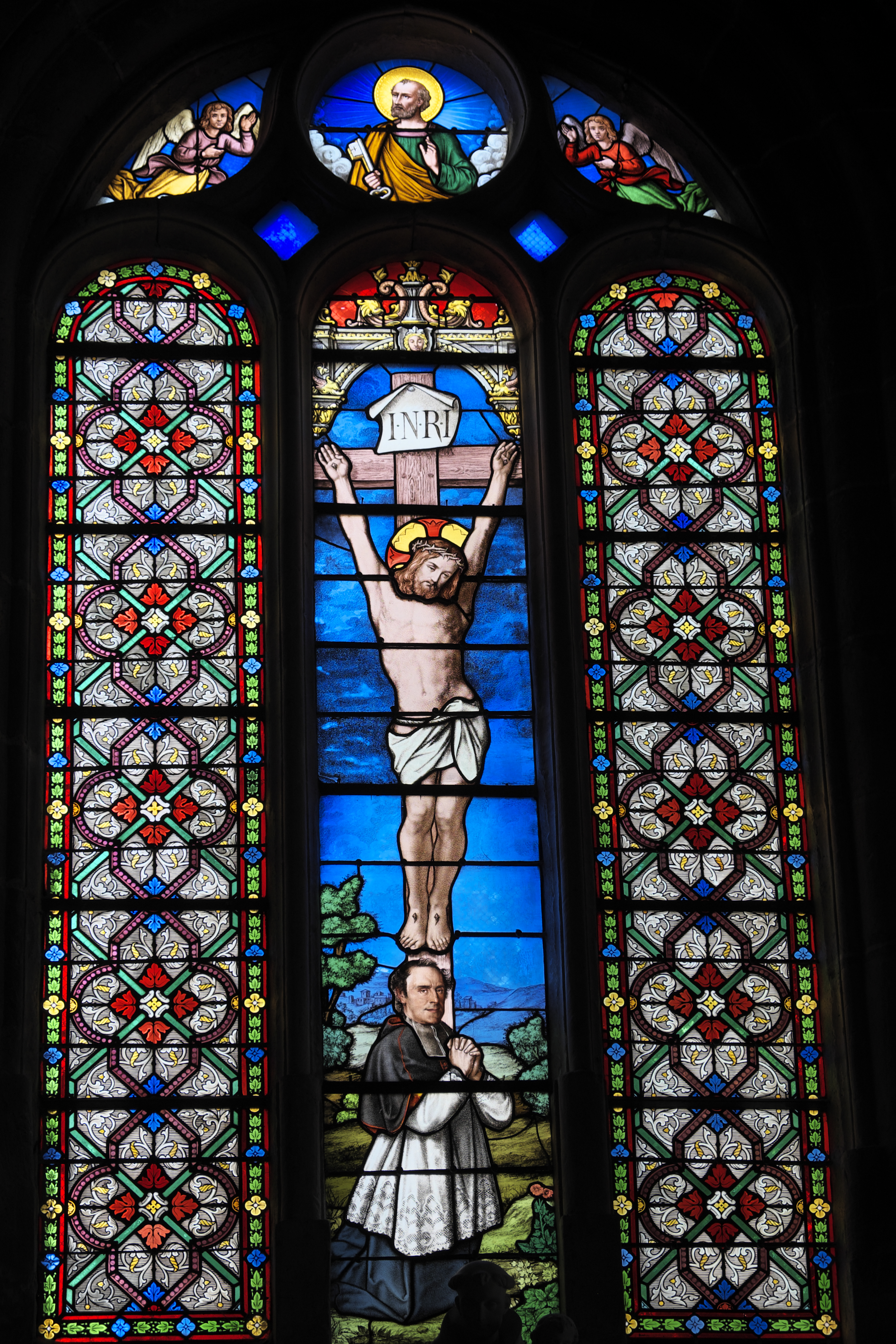
Kreuzigung

## Ausstattung
- Das hölzerne Kruzifix wird in das 16. Jahrhundert datiert.[15]
- Das Gemälde mit der Darstellung der Anbetung der Hirten (Monument historique (Objekt) seit 1963[16]) wird dem Maler Lubin Baugin zugeschrieben, der es vermutlich nach 1640, nach seiner Rückkehr aus Italien, ausführte.[17]
- Aus dem 17. oder frühen 18. Jahrhundert stammt das Gemälde mit dem Thema der Auferweckung des Jünglings von Naim (Monument historique (Objekt) seit 1988[18]).[19]

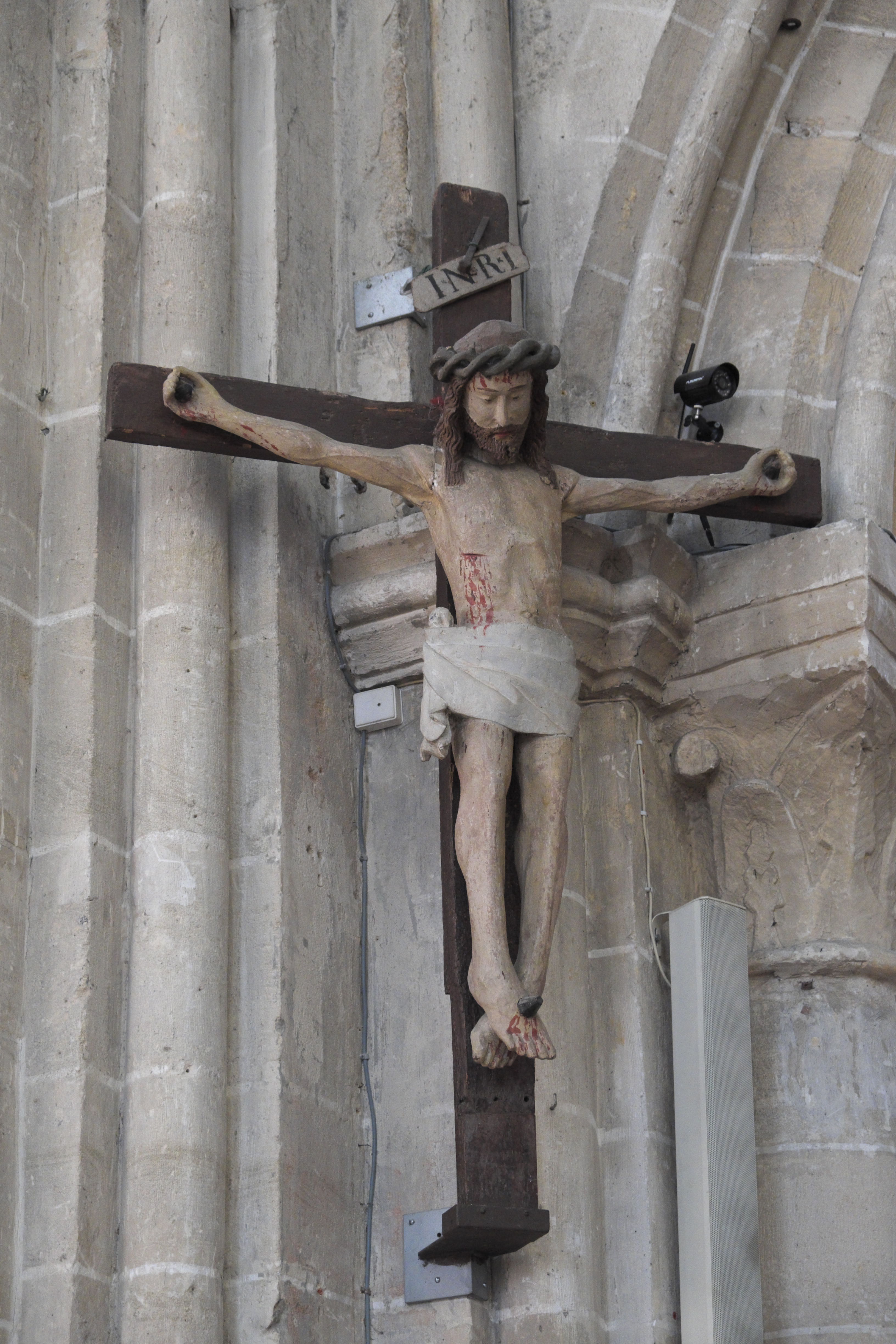
Kruzifix
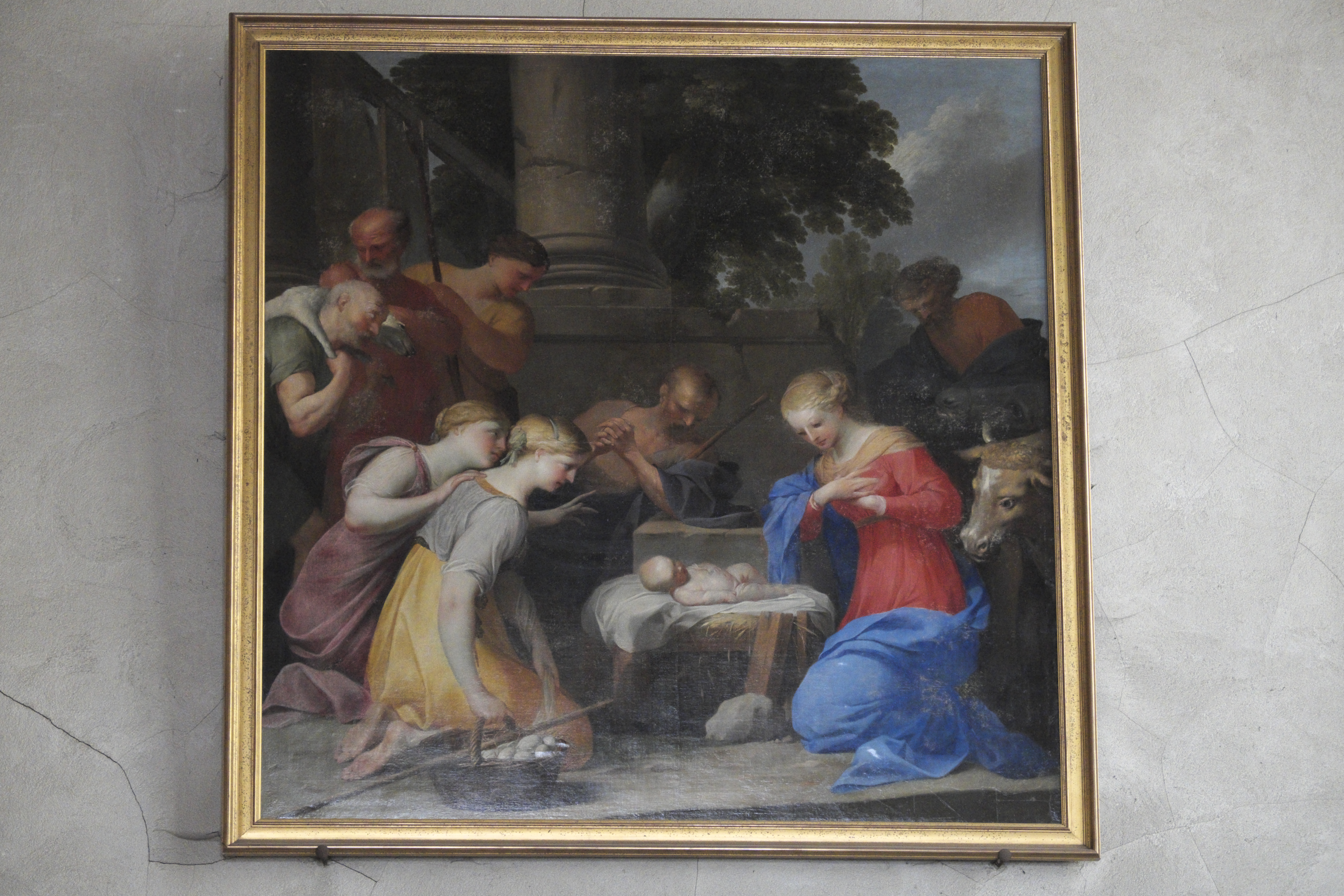
Anbetung der Hirten
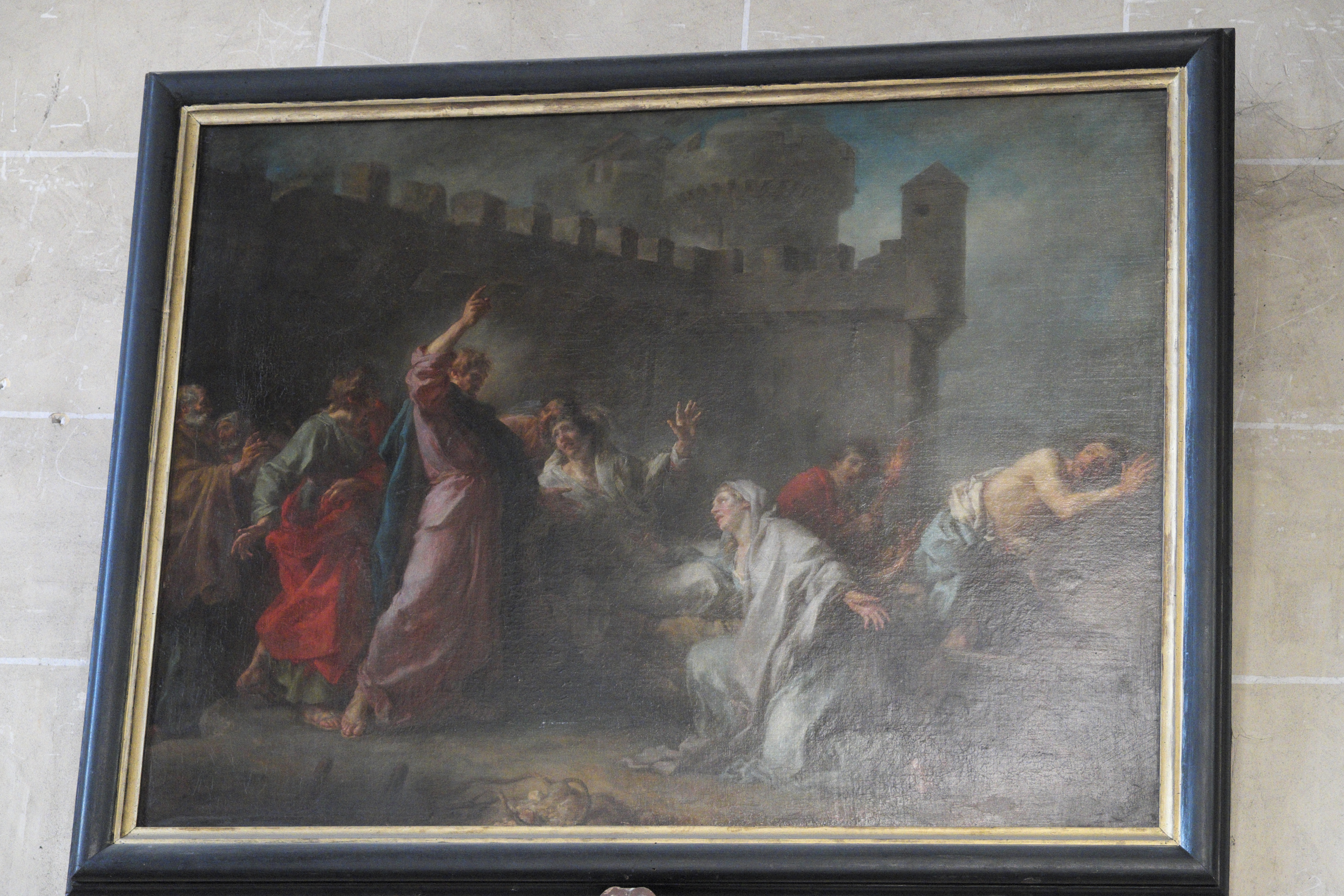
Auferweckung des Jünglings von Naim